# El Al

El Al (ebraică אל על "spre înălțimi" sau îmbinare a cuvintelor "către" și "deasupra") este cea mai mare companie aeriană din Israel, cu sediul în incinta Aeroportului Internațional Ben Gurion, situat în orașul Lod, învecinat cu Tel Aviv. Denumirea companiei este El Al Israel Airlines Ltd. De la zborul inaugural Geneva - Tel Aviv din septembrie 1948, compania a extins numărul destinațiilor, în prezent efectuând zboruri domestice și internaționale de persoane și de marfă în Israel, respectiv în Europa, Orientul Mijlociu, America de Nord, America de Sud, Africa și Orientul Îndepărtat, de pe baza sa principală, Aeroportul Internațional Ben Gurion.
El Al este singura companie de aviație comercială care își echipează avioanele cu sisteme defensive anti-rachetă pentru a le proteja împotriva atacurilor rachetelor sol-aer și este considerată una din cele mai sigure companii aeriene datorită procedurilor de securitate stricte atât la sol, cât și la bordul avioanelor. Deși a fost ținta a numeroase încercări de deturnare și atacuri teroriste, un singur zbor a fost deturnat (El Al 426), fără însă a se înregistra  victime.
Fiind compania națională a Israelului, El Al a avut un rol major în operațiunile de salvare a evreilor din alte țări, deținând un record, cel mai mare număr de pasageri transportați vreodată de o companie comercială cu un Boeing 747, și anume 1.088 de pasageri. Recordul a fost realizat în timpul Operațiunii Solomon, din 1991, când un număr de 14.500 refugiați evrei din Etiopia au fost transportați în Israel.
El Al oferă numai mâncare kașer la bordul avioanelor sale și nu efectuează zboruri în zilele de Șabat (vineri seara până sâmbată seara) și în timpul sărbătorilor religioase oficiale în care nu se lucrează.
În 2012, El Al a avut o flotă de 42 de avioane Boeing, a transportat peste 4 milioane de pasageri și a avut 6.056 de angajați în Israel și în afara țării. În 2016, veniturile companiei au fost de 2,04 miliarde de dolari și a avut pierderi de 80,7 milioane de dolari, în comparație cu un profit de 57 de milioane de dolari în 2010.

## Istoric

### Începuturile

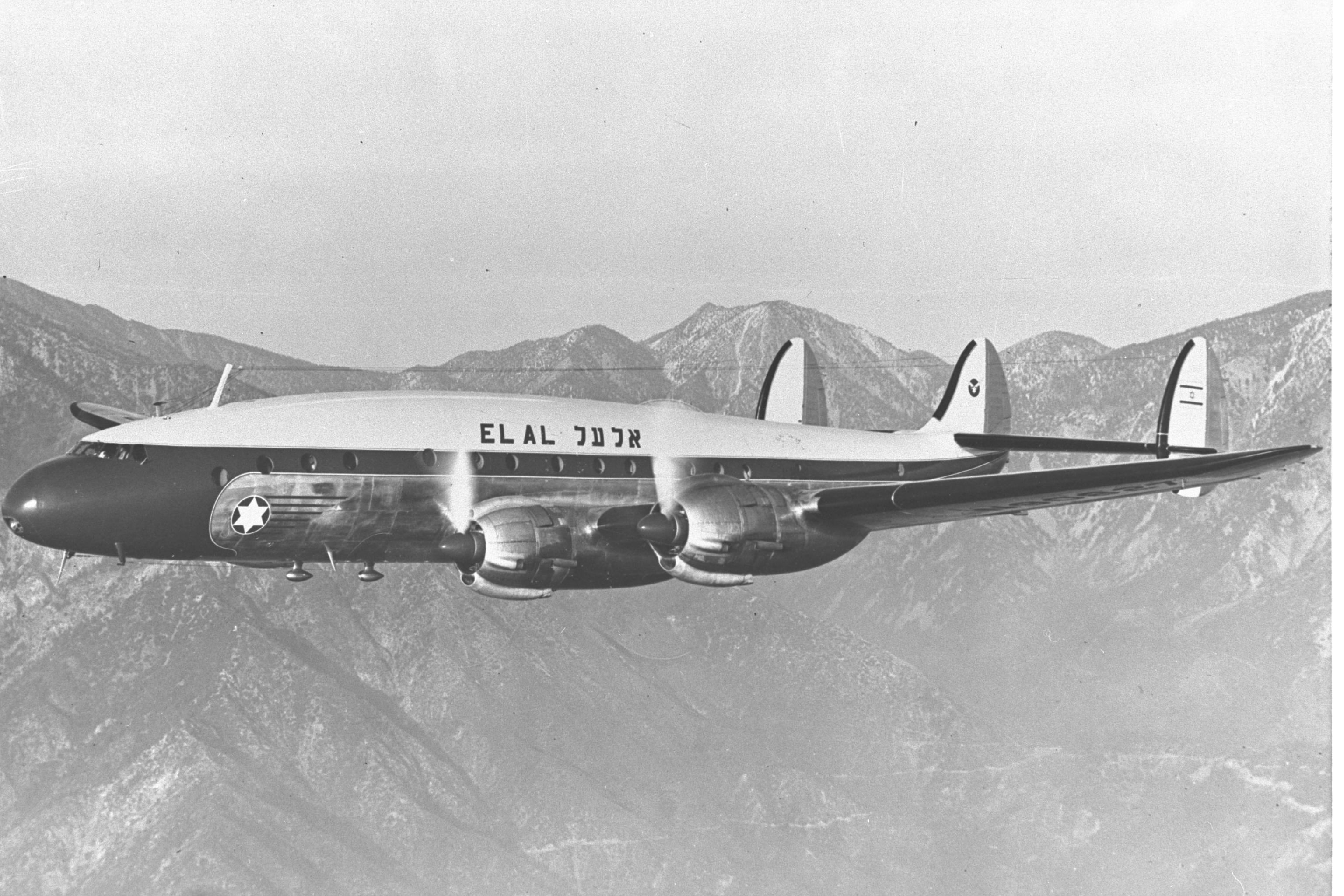
Un avion El Al de tipul Lockheed Constellation (1951)

În septembrie 1948, primul președinte al Statului Israel, Haim Weizmann, a participat la o conferință în Geneva. Weizmann trebuia să zboare înapoi în Israel cu un avion al guvernului, dar, din cauza embargoului impus Israelului la acel moment, nu a fost posibil. Un avion militar israelian a fost transformat în avion civil pentru a-l aduce pe Weizmann acasă. Avionul militar a fost vopsit cu logo-ul „El Al/Compania Națională a Israelului” și a fost dotat cu rezervoare de combustibil suplimentare pentru a putea efectua un zbor fără escală de la Geneva în Israel. Avionul a decolat de la baza Ekron pe 28 septembrie și s-a întors în Israel în ziua următoare. După acest zbor, avionul a fost vopsit din nou și s-a întors la misiunile sale militare.
Compania a fost înregistrată și a devenit compania aeriană a Israelului la 15 noiembrie 1948. A utilizat avioane închiriate până în februarie 1949, când două avioane DC-4, nepresurizate, au fost cumpărate de la American Airlines. Achiziția a fost finanțată de guvern, de Asociația Evrei pentru Israel, și alte asociații evreiești. Primul avion a aterizat pe aeroportul din Lod (Denumit mai târziu Ben Gurion), pe 3 aprilie 1949. Aryeh Pincus, un avocat din Africa de Sud, a fost ales președintele companiei. Primul zbor internațional, de la Tel Aviv la Paris, cu scală pentru alimentare în Roma, a avut loc la 31 iulie 1949. Până la sfârșitul anului 1949, compania transportase pasageri la Londra și Johannesburg. Un zbor regulat spre Londra a fost inaugurat la mijlocul anului 1950. În același an, El AL a achiziționat compania Universal Airways, deținută de sioniști din Africa de Sud. În 1949 a fost înființată și o companie care să efectueze zboruri interne, deținută de stat, Arkia Israeli Airlines Ltd., în care El Al a avut 50% din participații.

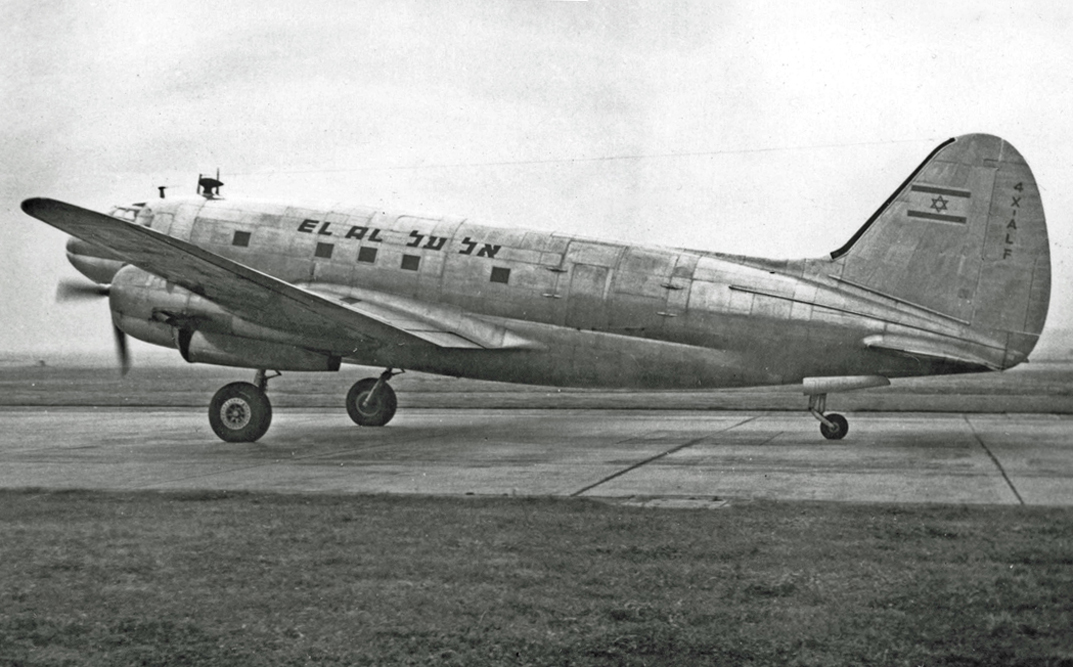
Avionul El Al de tip Curtiss Commando, avion cargo

Serviciile cargo ale El Al au fost inaugurate în 1950. Inițial transporturile de marfă erau efectuate cu avioane militare Curtiss C-46. În același an, El Al a început să asigure zboruri charter către Statele Unite ale Americii, pentru pasageri. Curând după aceea a înființat zboruri regulate către destinații din SUA.
Încă de la început, operațiunile companiei au fost o sursă de fricțiuni din cauza necesității de a respecta tradițiile religioase; când prim-ministrul israelian David Ben-Gurion a încercat să formeze o coaliție, partidele religioase i-au cerut să promită că El Al nu va servi decât mâncare kașrut la bordul avioanelor și nu va efectua zboruri de Șabat.

În perioada 1950-1951, El Al și-a extins activitățile din Europa și a adăugat noi destinații ca Viena, Istanbul, Atena și Nicosia. Pe 31 iulie 1950, compania a aniversat primul an de zboruri regulate. 

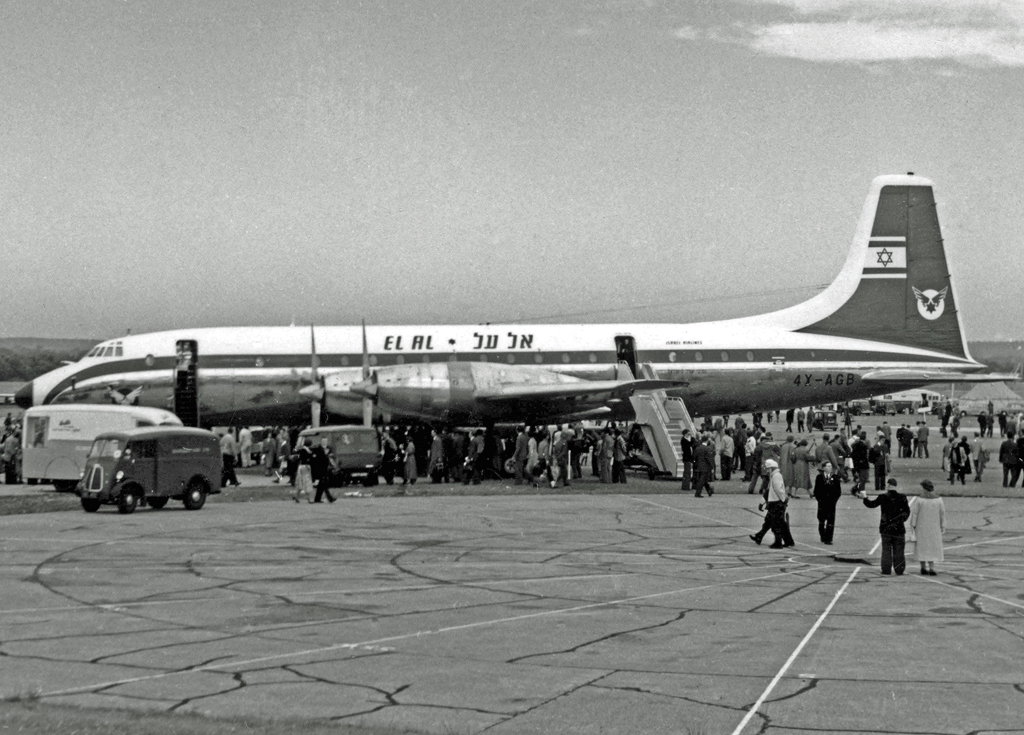
Avionul Bristol Britannia, pe Aeroportul Farnborough, în 1957, chiar înainte de a fi livrat către El Al

El Al a fost implicată în câteva operațiuni sub acoperire: la începutul anilor '50, El Al a transportat 160.000 de migranți din India, Iran, Irak și Yemen în cadrul operațiunilor Covorul Fermecat și Ezra și Nehemia, iar în1960, Adolf Eichmann a fost capturat în Argentina și a fost transportat în Israel la bordul unui avion El Al.
În 1955, după ce a utilizat avioane Lockheed Constellation câțiva ani, El Al a cumpărat două avioane Bristol Britannia. El Al a fost a doua companie aeriană din lume care a folosit acest tip de avion după British Overseas Airways Corporation. 
În 1958, El Al a publicat o reclamă în ziarele americane în care a prezentat Oceanul Atlantic micșorat („Începând cu 23 decembrie, Oceanul Atlantic va fi cu 20% mai mic”) pentru a-și promova zborul transatlantic fără escală. A fost o mișcare îndrăzneață: industria aeriană nu utilizase imagini ale oceanului în reclame din cauza răspândirii temerii de prăbușiri în rândul publicului. Reclama, care nu a apărut de mai mult ori, s-a dovedit eficentă. Într-un an, vânzările El Al s-au triplat.

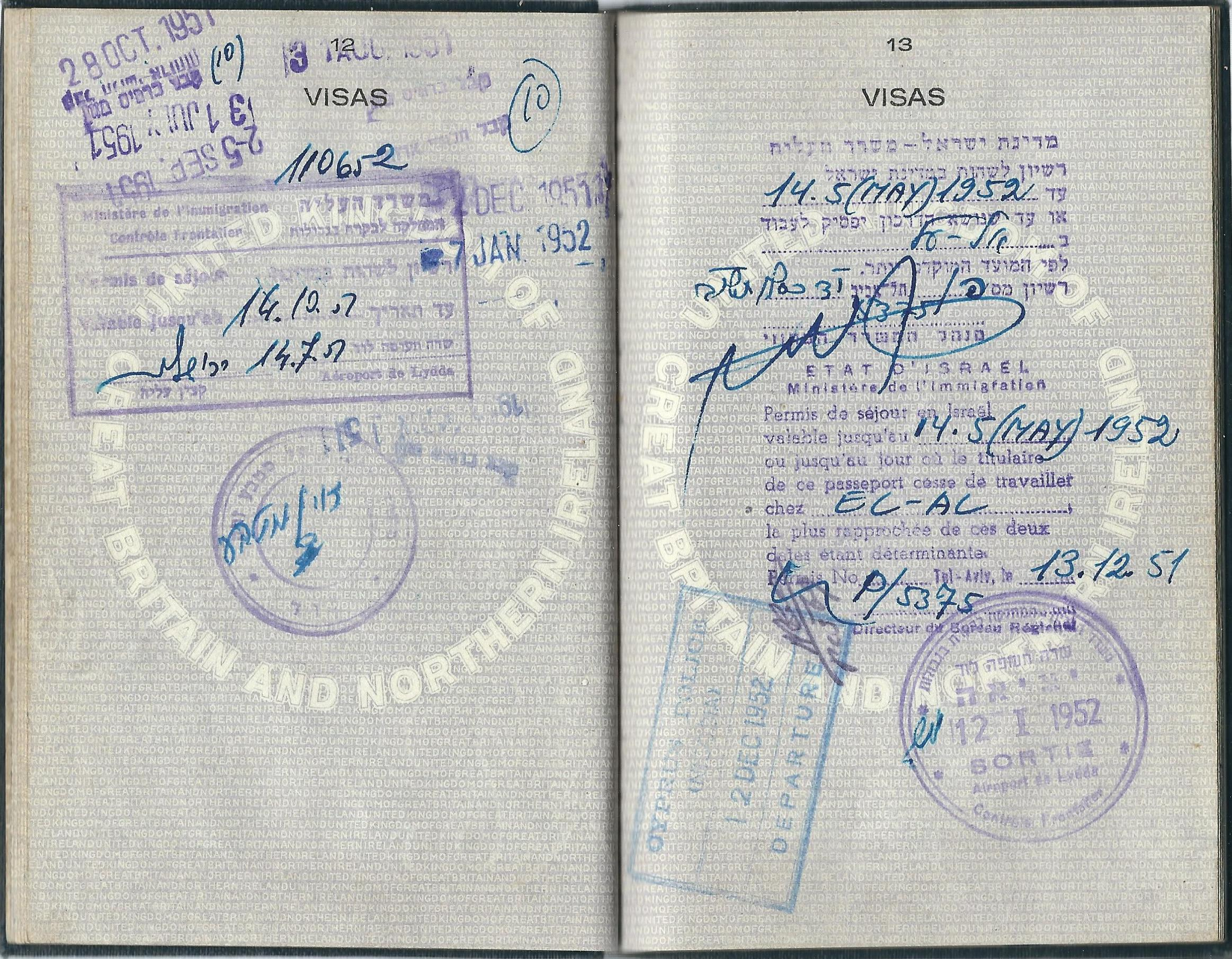
Permis de ședere pentru lucrătorii El Al britanici din 1951

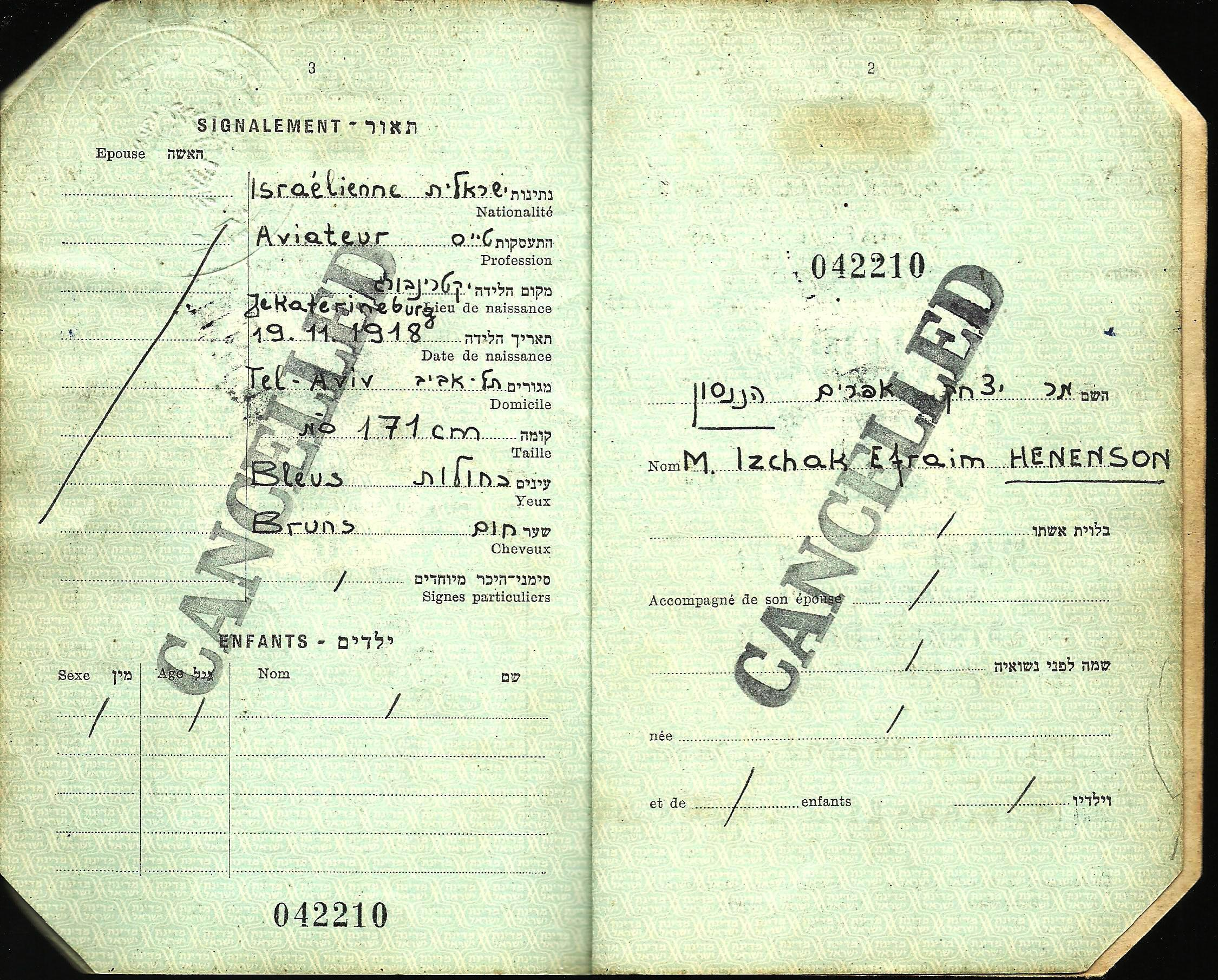
Pașaport pentru piloții EL Al din 1951

### Extinderea din anii '60

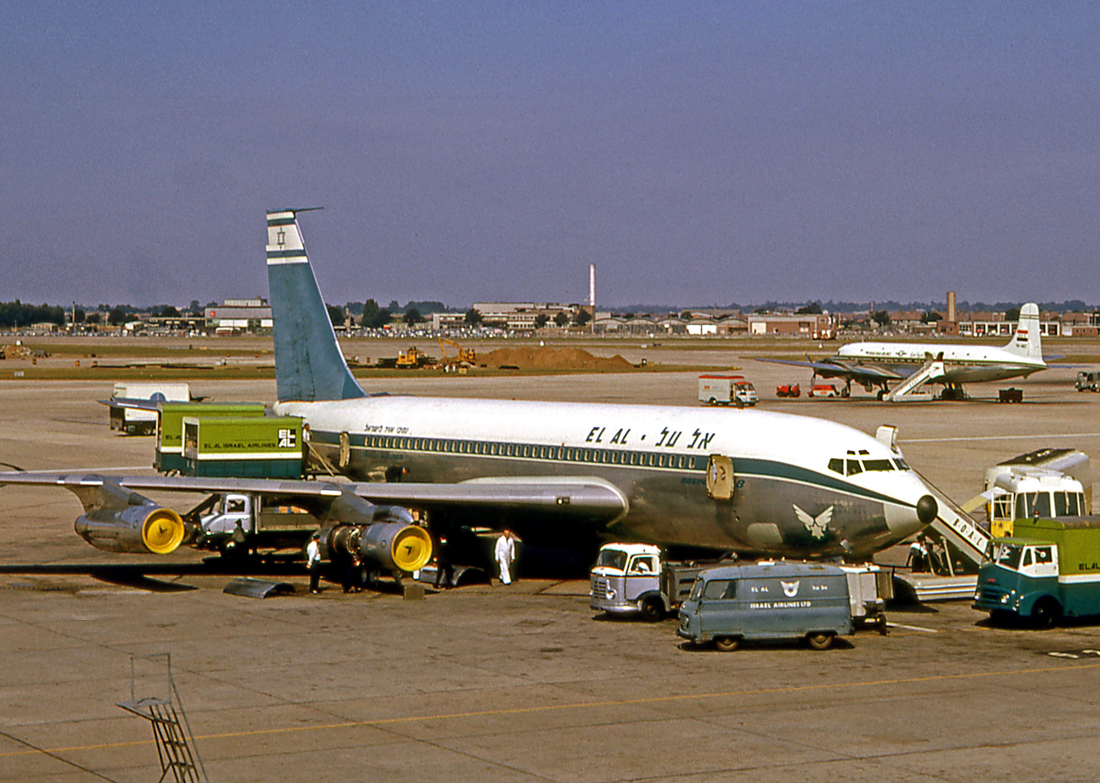
Un avion Boeing 720 aparținând El Al pe Aeroportul Heathrow din Londra în 1964

În ciuda achiziționării avioanelor Britannia și a inaugurării zborurilor transatlantice, El Al a rămas neprofitabilă. Când Efraim Ben-Arzi a preluat compania la sfârșitul anilor '50, avioanele Britannia au fost înlocuite cu Boeing 707 și Boeing 720, care au fost achiziționate în deceniul următor.

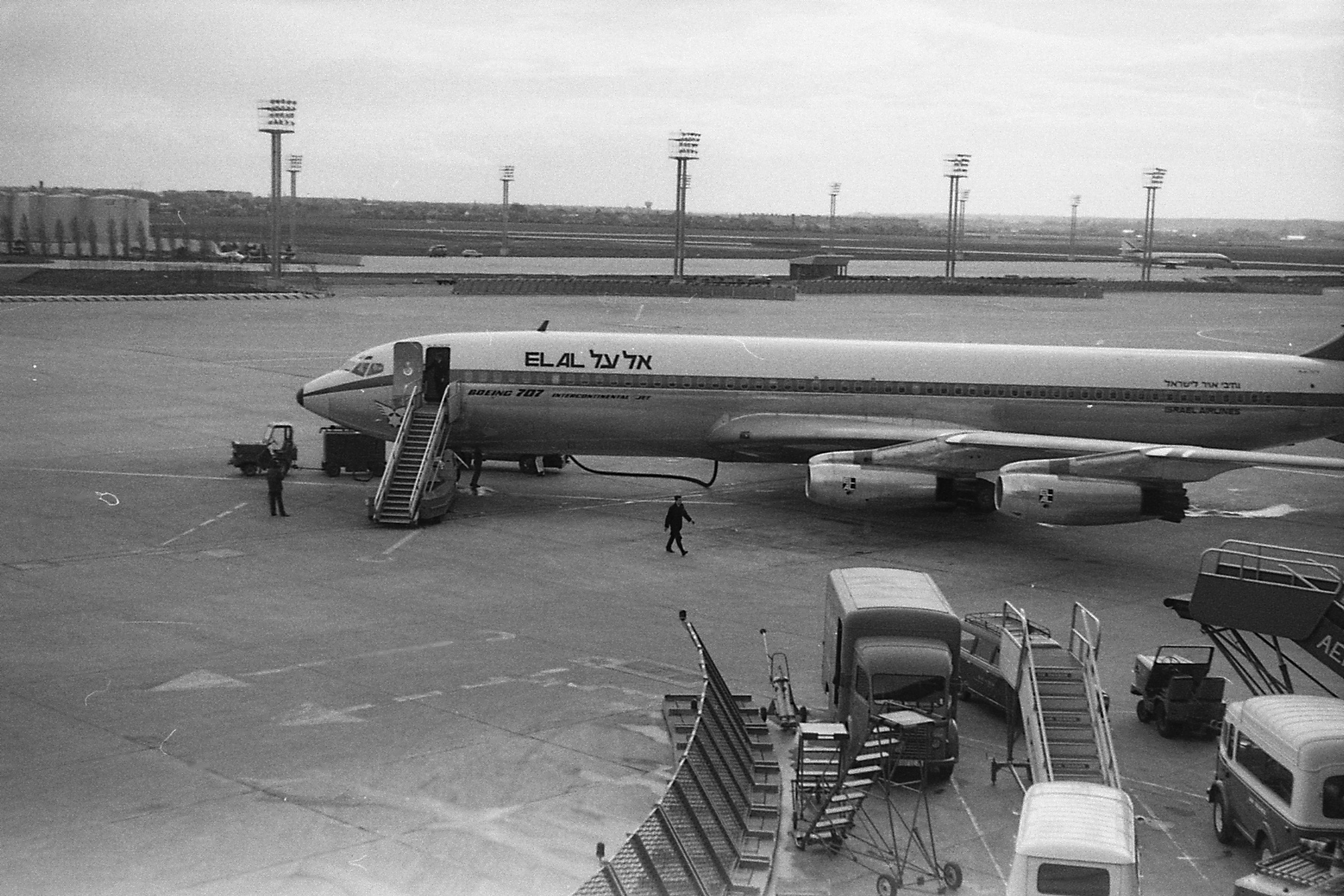
Un avion El Al tip Boeing 707 pe Aeroportul Orly din Paris, în 1965

Primul an în care El Al a avut profit a fost 1960. În acel an, mai mult de 50% din pasagerii care au intrat în Israel pe calea aerului au ajuns la bordul avioanelor El Al. Pe 15 iunie 1961, compania a stabilit un record mondial pentru cel mai lung zbor fără escală de la New York la Tel Aviv, de 5.760 mile (9.270 km), distanță parcursă în 9 ore și 33 de minute. La acel moment, El Al transporta 56.000 de pasageri pe an, la egalitate cu Quantas și înaintea unor companii cu tradiție, ca Loftleiðir. 
În 1961, El Al s-a clasat pe locul 35 în lume după numărul de pasageri și distanțe. Succesul companiei a continuat în anii '60. 
În 1968 au fost inaugurate zborurile regulate spre București și zborurile cargo spre Europa și SUA. Compania a înființat și două subsidiare pentru catering, Teshet Tourism și Aviation Services Ltd. Toate acestea au făcut ca El Al să aibă un profit de 2 milioane de dolari în acel an.

### Atentatele de la sfârșitul anilor '60
În 1968, El Al a fost victima primelor acte de terorism îndreptate împotriva companiei. Singura încercare de deturnare reușită a unui avion El Al a avut loc pe 23 iulie 1968, când un avion Boeing 707, care avea la bord 10 membri ai echipajului și 38 de pasageri, a fost deturnat de trei membri ai Frontului Popular pentru Eliberarea Palestinei. Avionul, zborul El Al 426, care decolase de la Roma cu destinația Tel Aviv, a fost deviat spre Alger. Negocierile cu teroriștii au durat 40 de zile. Atât teroriștii, cât și pasagerii, inclusiv 21 de ostatici israelieni, au fost eliberați. Se spune că teroriștii au crezut că Ariel Sharon se afla în avion. Sarah Levy susține că Menachem Mendel Schneerson i-a salvat viața lui Ariel Sharon, sfătuindu-l, în noaptea de dinainte, să plece cu un alt avion.
Pe 26 decembrie, în același an, doi membri ai Frontului Popular pentru Eliberarea Palestinei au atacat un avion El Al în aeroportul din Atena și au ucis un mecanic, cetățean israelian. Armata Israeliană a răspuns la acest incident pe 29 decembrie, cu un raid asupra aeroportului din Beirut, distrugând 14 avioane aflate la sol care aparțineau companiilor Middle East Airlines, Trans Mediterranean Airways și Lebanese International Airways.
Pe 18 februarie 1969, palestinienii au atacat un avion El Al în aeroportul din Zürich, copilotul a decedat, iar pilotul a fost rănit. Un atacator palestinian a fost ucis și alții au fost condamnați, dar au fost eliberați mai târziu. 
Între septembrie și decembrie 1969, sediile El Al din Atena, Berlinul de Vest, și Bruxelles au fost atacate cu bombe și grenade. Acest val de violențe a culminat cu încercarea nereușită de deturnare comisă asupra zborului El Al 707, de Patrick Arguello și Leila Khaled, pe 6 septembrie 1970, ca parte a deturnărilor de la Dawson Field.

### Anii '70 și '80

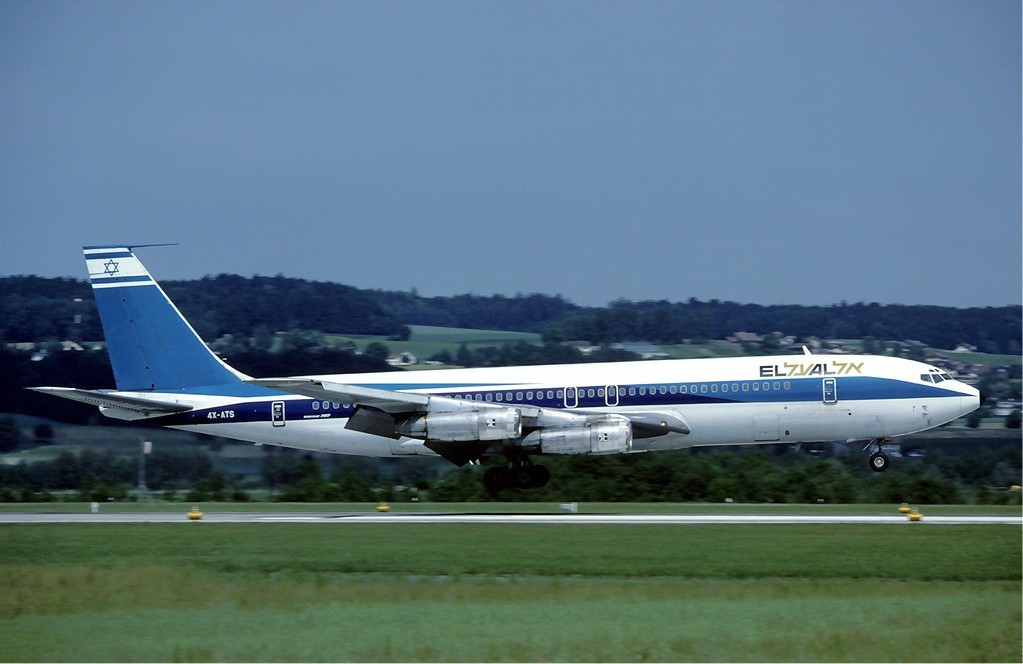
Un avion El Al, Boeing 707-300B aterizează pe Aeroportul din Zürich, Elveția, 1982

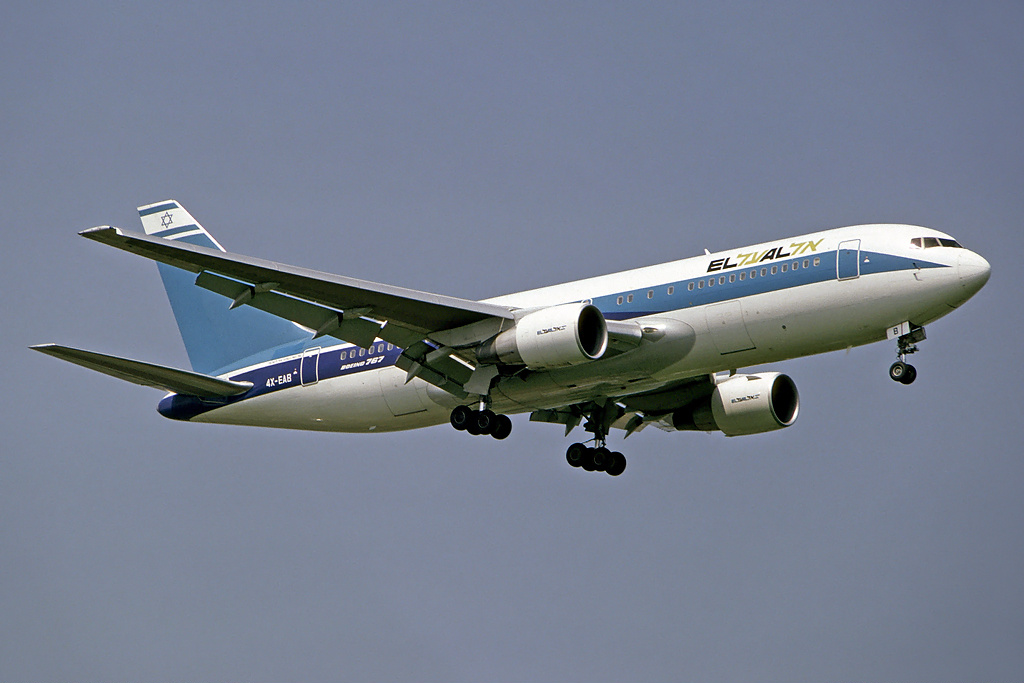
Un avion El Al, Boeing 767-200 pregătindu-se să aterizeze, Aeroportul Heathrow, 1985

El Al a achiziționat primul Boeing 747 în 1971. Unii au crezut că este o achiziție riscantă din cauza costului avionului și a temerii de atacuri teroriste, dar operațiunile El Al au înflorit după achiziție. Un alt Boeing 747 a fost livrat în 1973 și a fost utilizat pentru cursa fără escală Tel Aviv - New York. 
La mijlocul anilor '70, El Al a început să programeze zboruri de pe aeroporturi din afara Israelului care plecau de Șabat și aterizau în Israel după sfârșitul sărbătorii. Partidele de orientare religioasă din guvern s-au opus, considerând că practica era o violare a legii evreiești, contrară înțelegerii semnate la începuturi, când El Al a promis să se abțină de la efectuarea de zboruri de Șabat. În 1982, prim-ministrul reales, Menachem Begin, a prezentat Knesset-ului o lege prin care urmărea interzicerea zborurilor de Șabat. Legea a trecut cu 58 de voturi pentru și 54 împotrivă. Ultragiată, comunitatea seculară a amenințat cu boicotarea companiei. În august 1982, lucrătorii El Al nu au permis evreilor ortodocși și evreilor hasidici să intre în aeroport.
În 1977, El Al a înființat o subsidiară care să aibă ca obiect de activitate zborurile charter, El Al Charter Services Ltd., redenumită mai târziu Sun D'Or International Airlines Ltd. Cu doi ani mai devreme, compania a suferit primele pierderi din anii '50, în cea mai mare parte ca urmare a recesiunii globale. Conducerea companiei a fost schimbată de trei ori până la sfârșitul anilor '70. A fost numit președinte Itzhak Shander, iar, în 1982, conducerea a fost schimbată din nou. 
Odată cu deteriorarea situației politice din Iran, El Al a început să transporte evrei din această țară în Israel. Toată infrastructura companiei din Iran a fost distrusă.
Zborurile El Al spre Cairo au fost inaugurate în aprilie 1980, după semnarea Tratatului de pace dintre Egipt și Israel. Spre sfârșitul anilor '80, după o perioadă de conflicte de muncă și greve, operațiunile El Al au fost suspendate. Guvernul l-a angajat pe Amram Blum să conducă firma, care a pierduse 123 de milioane de dolari în anul fiscal care s-a încheiat în aprilie 1983. Compania a vândut participațiile pe care le avea la Arkia în aceeași perioadă.
Operațiunile au fost reluate în ianuarie 1983, sub administrare judiciară, în insolvență. Guvernul a cumpărat două avioane Boeing 737 și a anunțat planul de a achiziționa alte patru avioane Boeing 767 pentru un preț de 200 de milioane de dolari. În patru ani, El Al a devenit din nou profitabilă. El Al a bătut un nou record, depășit însă de atunci, cu un zbor fără escală de la Los Angeles la Tel Aviv, pe o distanță de 7.000 nautical milei (13.000 km), parcursă în 13 ore și 41 de minute.
Zborurile către Polonia și Iugoslavia au fost inaugurate în 1989.

### Anii '90
Din ianuarie 1990, North American Airlines a început să efectueze zboruri regionale în SUA pentru El Al. El Al a deținut 24% din participațiile companiei până în iulie 2013, când le-a vândut lui Dan McKinnon. În acest timp, El Al opera o flotă de 20 de avioane, inclusiv nouă avioane Boeing 747 și începuse să înlocuiască avioanele Boeing 707, învechite, cu Boeing 757. După colapsul Uniunii Sovietice, El Al a inaugurat zboruri regulate spre Moscova. La acel moment nu îi era permis accesul pe aeroporturile din fosta Uniune Sovietică, dar, în 1991, i s-a acordat autorizația necesară. Zborurile charter au început în august 1991. Imigranții ocupau toate locurile posibile în avioanele charter, dar și în avioanele de linie. În cooperare cu Aeroflot, El Al a transportat mai mult de 400.000 de imigranți evrei din fosta URSS în Israel, într-o perioadă de trei ani. 

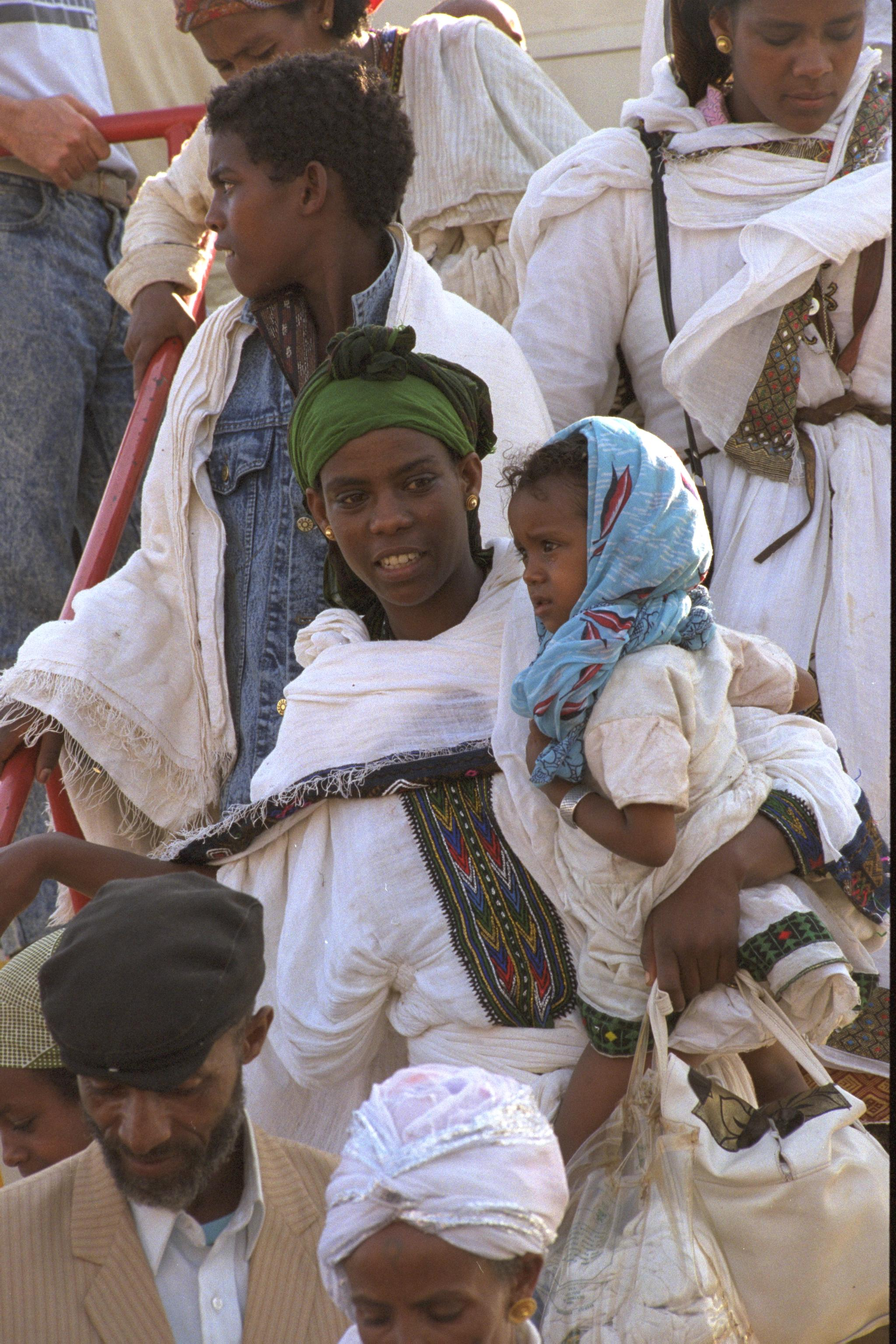
El Al a ajutat la transportarea evreilor etiopieni în timpul Operațiunii Solomon în 1991

Pe 24 mai 1991, un avion Boeing 747 aparținând El Al a transportat 1.087 de evrei etiopieni, într-o singură cursă, decolând de la Addis Ababa cu destinația Israel în cursul Operațiunii Solomon. Trei copii s-au născut în timpul zborului. Avionul a transportat de două ori mai mulți pasageri decât numărul maxim pentru care a fost proiectat. În mai puțin de 36 de ore, 14.500 de evrei etiopieni au fost transportați în Israel.
Pe 27 aprilie 1995, El Al a primit primul său avion Boeing 747-400.
În septembrie 1992, El Al a inaugurat zborurile către Beijing, iar un an mai târziu, a introdus zboruri directe către Bombay și Bangkok
Zborurile El Al către Extremul Orient au fost inaugurate în mai 2016. În 1995, compania a semnat primul său acord de codesharing cu American Airlines.
În februarie 1995, administrarea judiciară, care din punct de vedere tehnic începuse în 1982, a luat sfârșit.
În iunie 1996, El Al a efectuat primul zbor din Israel la Amman, în Iordania.
În 1996, El Al a avut pierderi de 83,1 milioane de dolari, din cauza reluării atacurilor teroriste și a politicii guvernului de liberalizare a regulilor aviației. Pentru a-și menține avioanele operaționale, El Al a organizat zboruri „spre nicăieri”: pasagerilor li se ofereau variate metode de distracție în timp ce avionul zbura în cerc deasupra Mediteranei. Au fost, de asemenea, promovate excursii de o zi la Londra sau vizite la locurile religioase din estul Europei.

### Secolul XXI
Primul avion Boeing 777 al El Al a efectuat zborul inaugural în martie 2000. În același an, controversa cu privire la zborurile de Șabat a apărut din nou, când compania a anunțat că pierde 55 milioane de dolari pe an pentru că ține avioanele la sol în zilele de sâmbătă. După privatizarea companiei, care început în iunie 2003, era de așteptat ca politica referitoare la zborurile de Șabat să fie schimbată.
Prima fază a mult amânatei privatizări a început în iunie 2003, condusă de Autoritatea Companiilor Guvernamentale din Israel. 15% din participațiile El Al au fost listate la Bursa din Tel Aviv. Până în iunie 2004, 50% din companie a fost vândută publicului. Până în ianuarie 2005, pachetul majoritar a fost obținut de Knafaim-Arkia Holdings Ltd. În octombrie 2014, acționarii majoritari ai El Al erau Knafaim Holdings (36%), Ginsburg Group (10%) și Delek Group (10%).
În august 2010, El Al și JetBlue Airlines au semnat un acord prin care să se permită conexiuni între Israel și 61 de destinații din SUA, începând cu luna octombrie 2010, transportul pasagerilor urmând să se efectueze prin Aeroportul Internațional John F. Kennedy din New York.

## Afacerile și identitatea companiei

### Sediul central

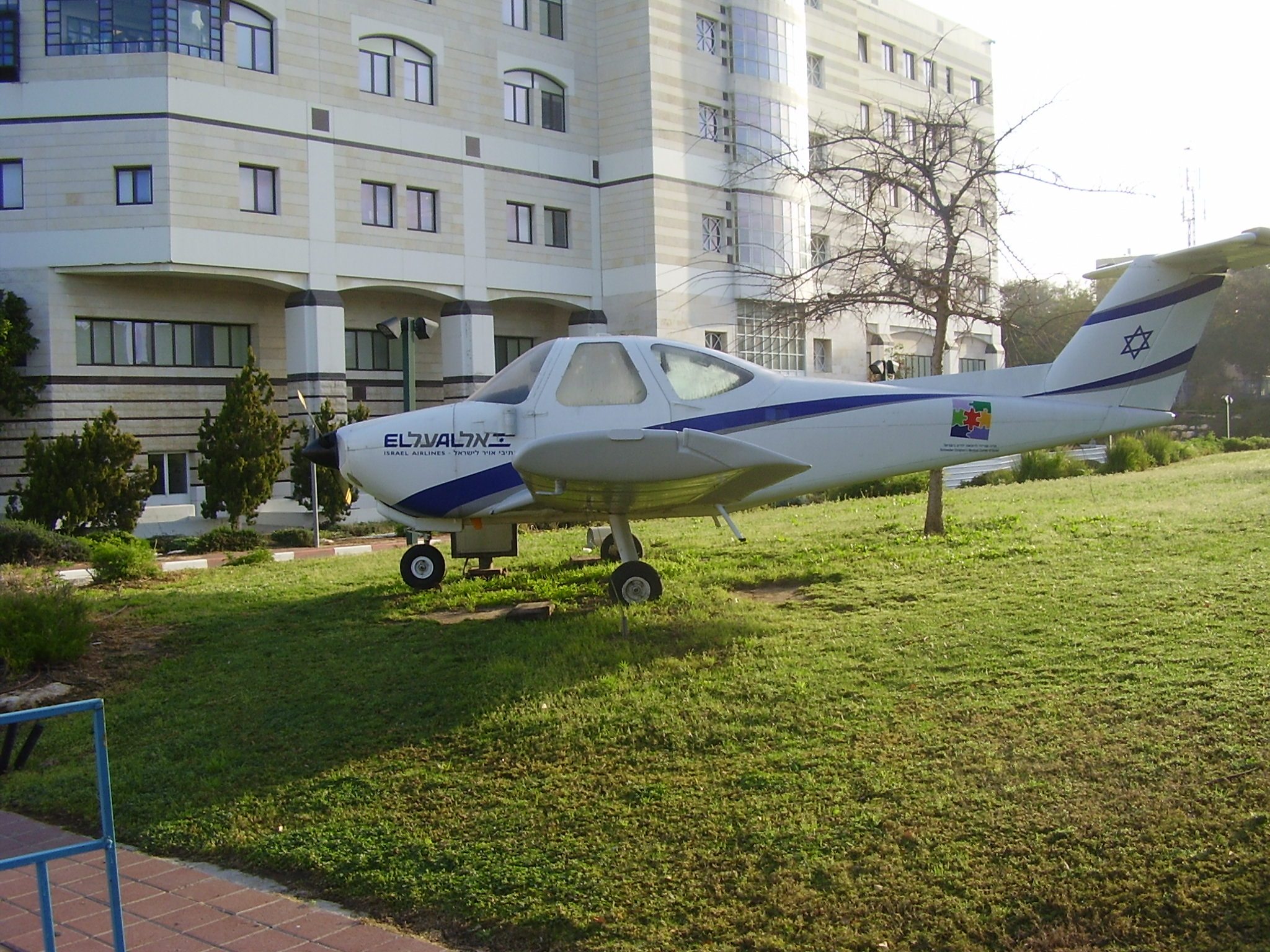
Un avion El Al de dimensiuni mici, expus la Centrul de Pediatrie din Petakh Tikva

Sediul central al El Al este situat în Aeroportul Internațional Ben Gurion, în apropiere de Lod.

### Operațiuni
În cursul anului 2005, compania a transportat 3,5 milioane de pasageri, o creștere de la 3,2 milioane în 2004 și 2,8 milioane în 2003. În 2018, compania a transportat peste 5 milioane de pasageri. 60% din pasagerii companiei sunt israelieni.
În 2006, El Al a raportat o pierdere de 44,6 milioane de dolari la venituri de 1,665 miliarde de dolari. În mai 2016, compania era implicată în patru procese, două dintre acestea fiind acțiuni colective, care ar putea costa compania 176,2 milioane de dolari.
El Al cheltuie 100 milioane de dolari pe an pentru a se conforma măsurilor de securitate cerute de Shin Bet.
La începutul anului 2007, El Al a deschis un nou King David Lounge în aeroportul Charles de Gaulle din Paris. Spre sfârșitul anului 2007, noi saloane de același fel au fost deschise în aeroporturile Heathrow din Londra și JFK din Neww York.
În 2007, El Al a investit 1 miliard de shekeli în două avioane Boeing 777-200 care au fost vopsite cu un logo nou. Avioanele sunt echipate cu scaune îmbunătățite cu spătar reglabil pentru cap și cu sprijin pentru picioare de asemenea reglabil. Fiecare loc are un sistem de divertisment cu touch screen. Primul avion, numit „Sderot”, a efectuat zborul inaugural de la New York la Tel Aviv pe 26 iulie 2007. Al doilea, denumit „Kiryat Shmona”, a fost livrat la sfârșitul lui august 2007.
El Al folosește sistemul Amadeus CRS pentru rezervări, check-in și rezervare online.
El Al are o subsidiară pentru transporturile de marfă, El Al Cargo, care a devenit independentă în 1997. Operează între Tel Aviv, Liege și New York și efectuează și alte zboruri, neplanificate, oriunde în lume, cu un avion Boeing 747-200F. Înainte de 2011, când piața de transport de marfă pe calea aerului din Israel a fost deschisă competiției, El Al Cargo a avut monopol. În prezent principalul său competitor este CAL Cargo Air Lines.
În 2011, compania avea 6.056 de angajați și o flotă de 37 de avioane. În 2016, veniturile companiei au fost de 2,04 miliarde de dolari, pierderile totale de 80,7 milioane de dolari, iar în 2010 a avut un profit de 57 milioane de dolari.
El Al are coloana audio în ebraică și subtitrări în arabă în filmele cu demonstrații privind siguranța la bord. După ce primul film se termină, începe un al doilea, în engleză.

### Rezultate financiare
Principalele rezultate financiare ale companiei El Al Israel Airlines Ltd. sunt prezentate mai jos (la sfârșitul fiecărui an calendaristic):
| Milioane de dolari                                                   | 2008    | 2009    | 2010    | 2011    | 2012    | 2013    | 2014    | 2015    | 2016    | 2017    | 2017   |
| -------------------------------------------------------------------- | ------- | ------- | ------- | ------- | ------- | ------- | ------- | ------- | ------- | ------- | ------ |
| Venituri din operațiuni                                              | 2.096,3 | 1.655,8 | 1.971,4 | 2.042,6 | 2.015,6 | 2.103,0 | 2.081,3 | 2.054,0 | 2.038,4 | 2.097,0 | 100,0% |
| Venituri din operațiunile de transport persoane                      | 1.832,0 | 1.489,5 | 1.764,5 | 1.829,5 | 1.827,9 | 1.920,3 | 1.910,6 | 1.874,2 | 1.847,1 | 1.880,1 | 89,7%  |
| Venituri din operațiunile de transport marfă                         | 139,5   | 58,3    | 87,5    | 99,4    | 80,4    | 70,4    | 69,9    | 71,4    | 64,2    | 64,5    | 3,1%   |
| Alte venituri                                                        | 124,9   | 108,0   | 119,4   | 113,7   | 107,3   | 112,4   | 100,8   | 108.4   | 127,1   | 152,5   | 7,3%   |
| Cheltuieli operaționale                                              | 1.776,3 | 1.444,3 | 1.584,6 | 1.764,9 | 1.701,9 | 1.737,1 | 1.802,7 | 1.592,8 | 1.638,4 | 1.748,7 | 83,4%  |
| Profit brut                                                          | 320,0   | 211,6   | 386,9   | 277,7   | 313,7   | 335,9   | 278,6   | 461,2   | 400,0   | 348,3   | 16,6%  |
| Cheltuieli/venituri cu vânzările, administrative, generale și altele | −325,7  | −286,6  | −299,6  | −321,6  | −301,6  | −310,6  | −291,4  | −291,4  | -289,4  | -319,4  |        |
| Profit/pierdere                                                      | −5,7    | −75,0   | 87,3    | −43,9   | 12,1    | 64,3    | −12,8   | 169,8   | 110,6   | 29,0    | 1,4%   |
| Cheltuieli de finanțare/venituri, net                                | −44,6   | −26,3   | −25,1   | 0,3     | −37,0   | −25,4   | −26,6   | −26,5   | -23,1   | -20,5   |        |
| Ponderea profitului filialelor, net                                  | 0,5     | 0,4     | 0,0     | 1,4     | 1,4     | 0,3     | 1,1     | 0,8     | 6,0     | 0,2     |        |
| Profit/pierdere înainte de impozitare                                | −49,7   | −100,8  | 62,2    | −42,2   | −23,4   | 39,2    | −38,3   | 144,6   | 93,5    | 8,7     | 0,4%   |
| Profit/pierdere după impozitare                                      | −41,9   | −76,3   | 56,5    | −49,8   | −18,2   | 26,7    | −28,1   | 106,5   | 80,7    | 5,7     | 0,3%   |

## Companii afiliate

### Up (desființată)

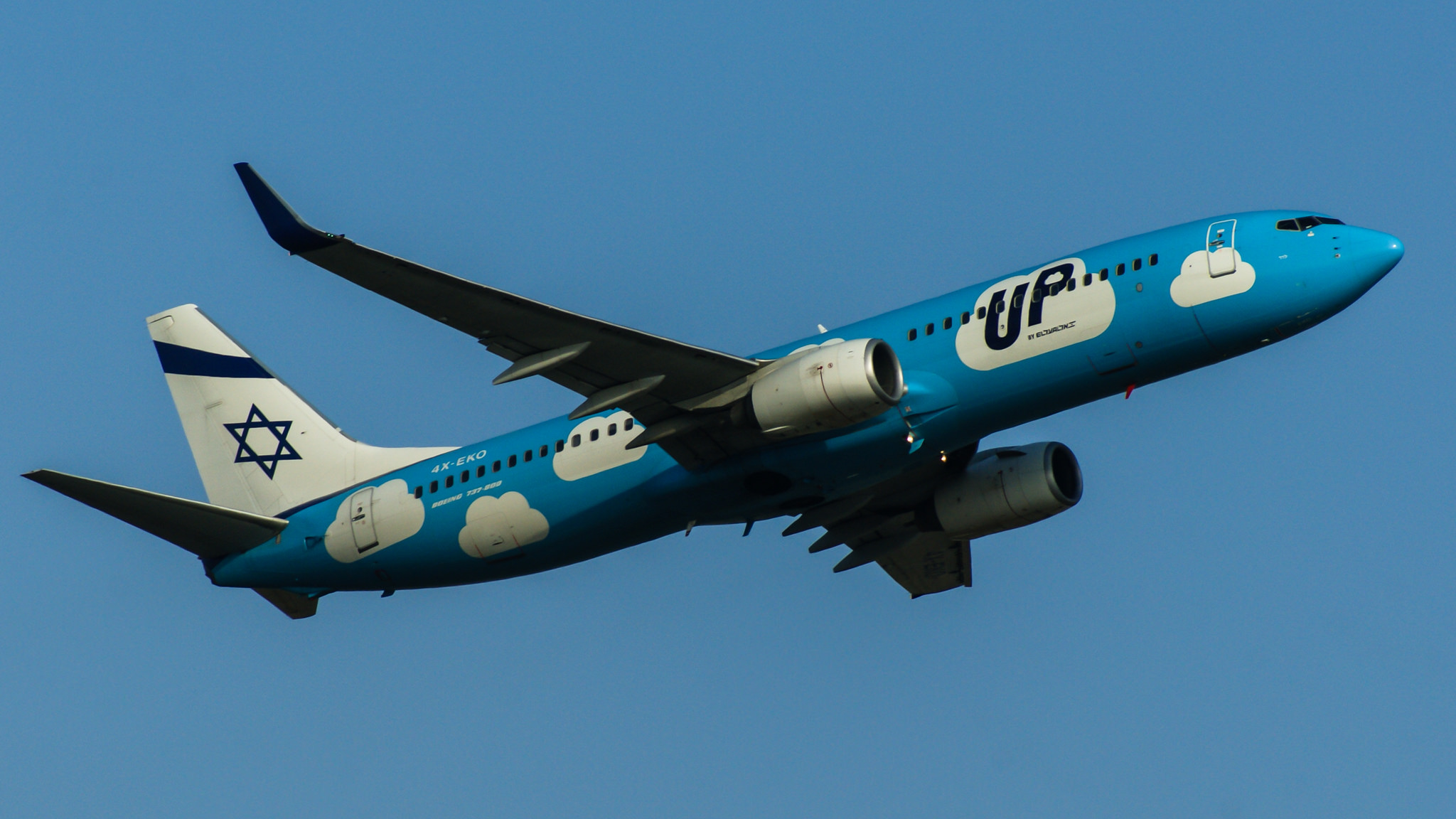
Avion Boeing 737-800 al fostei companii Up

Pe 26 noiembrie 2013, El Al a înființat compania Up, care a devenit operațională la 30 martie 2014, zborurile inițiale fiind spre Berlin, Kiev, Larnaca și Praga., cu cinci avioane Boeing 737-800, transferate din flota El Al. Up a fost înființată pentru a fi utilizată pentru anumite rute din Europa, unde a înlocuit compania mamă. Toate zborurile Up au fost operate de El Al, prin utilizarea propriului call sign și a codurilor de zbor de patru cifre. Pentru zborurile de peste două ore, compania a oferit servicii cu plata la bord.
În august 2014, CEO-ul Ryanair, Michel O'Leary, a dezvăluit planul pentru zboruri care să lege Israelul de orașe din Europa. A spus și că un factor care împiedică acest plan este atitudinea protectoare a autorităților israeliene față de El Al. Ryanair a început să efectueze zboruri pe aeroporturile Ovda și Ben Gurion în iarna 2017/2018, cu plecare de pe câteva aeroporturi din Europa.
Up și-a încetat operațiunile la 14 octombrie 2018. Toate cele șase destinații și avioanele au fost reintegrate în operațiunile El Al.

### Sun d'Or

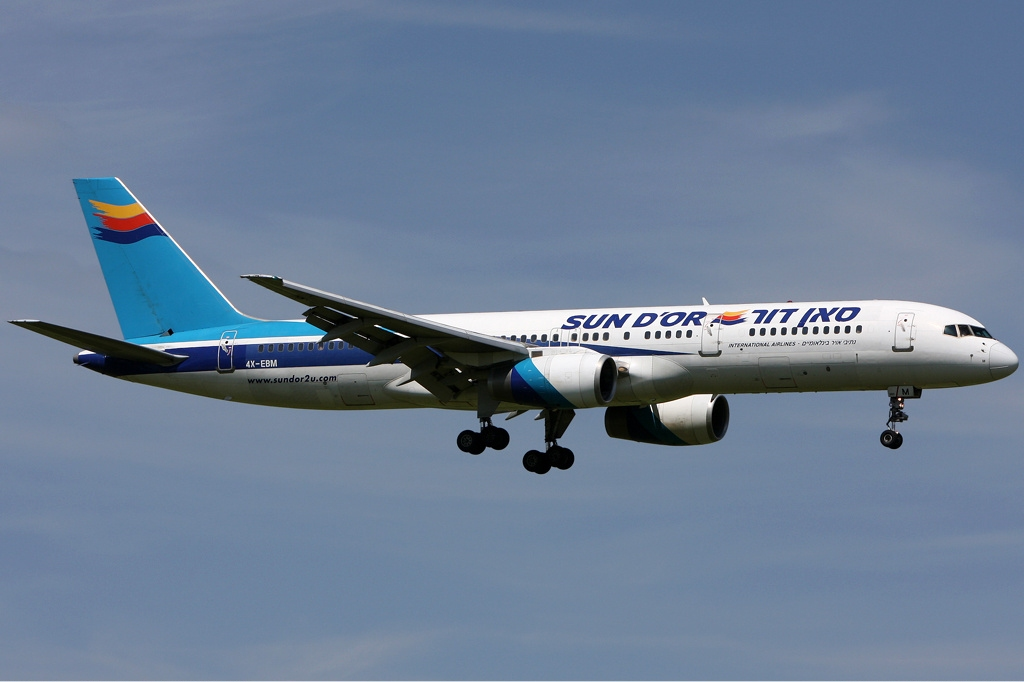
Un avion Boeing 757-200 care a aparținut companiei Sun d'Or

Zborurile charter ale grupului sunt efectuate prin compania Sun D'Or, deținută de El Al. Sun d'Or acționează ca organizator de turism și vinde zboruri charter sau de linie, prin vânzarea întregii capacități de transport a avionului sau numai a anumitor părți, la prețuri pre-negociate sau prin vânzări directe. 
Din 2011, Sun d'Or acționează ca organizator de turism, în timp ce păstrează brandul pentru zborurile charter și de linie pe care le vinde. În martie 2011, Autoritatea Aeronautică Civilă a Israelului a anunțat suspendarea licenței de operare deținute de compania Sun d'Or începând cu 01.04.2011. Decizia a fost dată pentru că Sun d'Or nu respectă standardele de management impuse de legislația națională și internațională, cauza principală fiind lipsa propriilor avioane și echipaje.

### Tamam
Tamam (o companie ale cărei participații sunt în întregime deținute de El Al) are ca obiect de activitate producția și livrarea de mâncare kașrut pentru companiile aeriene.  

### Katit
Katit (o companie ale cărei participații sunt în întregime deținute de El Al) are ca obiect de activitate producția și livrarea de mâncare pentru angajații companiei El Al.

### Borenstein Caterers
Principalul obiect de activitate al societății Borenstein (deținută de El AL), înregistrată în SUA și care operează pe Aeroportul JFK, este producția și livrarea de mâncare kașrut pentru companii aeriene și alte instituții.

### Superstar Holidays
Superstar (o companie ale cărei participații sunt în întregime deținute de El Al) este un intermediar în turism care vinde pachete turistice agențiilor de turism și pasagerilor și bilete de avion la prețuri reduse pentru zboruri de pe rutele companiei El Al.

## Securitatea
Ca țintă principală a terorismului, El Al a adoptat măsuri de securitate stricte, atât la sol, cât și la bordul avioanelor. Aceste proceduri eficiente, în ciuda timpului pe care îl consumă și a caracterului discriminatoriu, au făcut ca El Al să câștige reputația de companie aeriană sigură. În 2008, revista Global Traveler a desemnat El Al ca fiind cea mai mai sigură companie aeriană.

### Sistemul de rachete defensive de la bordul avioanelor
Avioanele El Al au fost echipate cu sisteme anti-rachetă speciale pentru avioanele civile încă de la începutul anilor 2000, sistemul inițial montat fiind denumit Flight Guard.
Încă de la începutul anilor 2000, El Al a fost singura companie aeriană comercială care și-a echipat avioanele cu sisteme de apărare împotriva rachetelor sol-aer. În 2014, El Al a început să își echipeze avioanele care zboară în zone periculoase cu un sistem modern de detectare a rachetelor (MAWS) care utilizează o cameră de detectare a rachetelor în infraroșu, un senzor în infraroșu (IR), ultraviolete (UV) sau radar pentru a detecta lansarea rachetelor în stadiul inițial al atacului și un sistem laser care să acționeze ca contra-măsură. În noiembrie 2014, în cadrul programului guvernamental SkyShield, El Al a adoptat sistemul Commercial Multi-Spectral Infrared Countermeasures (C-MUSIC) al companiei Elbit. C-MUSIC este unul din cele mai mari și mai complexe programe efectuate de Elbit în Israel.

### Măsuri de securitate în aeroport
În Aeroportul Ben Gurion, agenți în civil și polițiști sau militari în uniformă patrulează pentru a căuta explozibili și pentru a detecta persoanele cu comportament suspect ori alte amenințări. Personal de securitate înarmat patrulează în aeroporturile de destinație din afara Israelului. În terminal, pasagerii și bagajele acestora sunt controlate de echipe specializate. Procedurile de securitate ale El Al presupun ca fiecare pasager să fie interogat înainte de îmbarcare pentru a permite personalului El Al să identifice posibile amenințări. Pasagerii sunt întrebați despre locul de unde vin, motivul călătoriei, locul de muncă sau ocupația și dacă și-au pregătit bagajul singuri. El Al crede că intervievatorii pot identifica semne de nervozitate.
La check-in, pașapoartele și biletele pasagerilor sunt examinate cu atenție. Un pașaport fără stickerul de la controlul de securitate nu este acceptat. La controlul pașapoartelor, numele pasagerilor sunt verificate în bazele de date cu informații de la FBI, Canadian Security Intelligence Service, Scotland Yard, Shin Bet și Interpol. Bagajele sunt scanate și, câteodată, verificate manual. În plus, bagajele sunt puse într-o cameră de decompresie care imită presiunea din timpul zborului care ar putea declanșa eventualii explozibili. Chiar și în aeroporturile din afara Israelului, agenții de securitate ai El Al efectuează personal controlul bagajelor, chiar dacă sunt supravegheați în timpul operațiunii de agenți de securitate ai guvernului local sau ai firmelor private angajate de aeroport.

### Măsuri de securitate la bordul avioanelor
Agenți sunb acoperire care au asupra lor arme de foc ascunse călătoresc împreună cu pasagerii la fiecare zbor internațional al El Al. Cei mai mulți piloți ai El Al sunt foști piloți din Forțele Aeriene Israeliene. Cabinele piloților în toate avioanele El Al au uși duble pentru a preveni intrarea persoanelor neautorizate. Un cod este necesar pentru a deschide prima ușă, iar a doua ușă nu va fi deschisă decât după ce prima a fost închisă, iar persoana care vrea să intre a fost identificată de pilot sau de copilot. Mai mult, podele armate din oțel separă cabina pasagerilor de cală. În aprilie 2013, guvernul israelian a mărit subvențiile acordate companiei El Al pentru a acoperi 97,5% din costurile cu securitatea, înainte ca Acordul Cer deschis cu Uniunea Europeană să intre în vigoare în 2014.

## Controverse

### Controverse legate de măsurile de securitate și de colectarea datelor pasagerilor
Compania a fost condamnată de instanțele din Ungaria pentru că a refuzat să efectueze controlul bagajelor în prezența proprietarului acestora, fapt care contravine legii ungare conform căreia numai reprezentanții autorității care dețin o autorizație în acest sens pot efectua un astfel de control.
În 2008, un proces civil a fost judecat de Curtea Supremă a Israelului. Reclamanta, Asociația pentru Drepturi Civile din Israel, a susținut că practica El Al de a reține rasa pasagerilor a identificat în mod ilegal anumiți pasageri arabi care călătoreau singuri pe care reprezentanții companiei i-au supus unui tratament dur. Asociația a cerut instanței să oblige compania să elimine reținerea datelor privind rasa pasagerilor. În 2015, Curtea Supremă a respins acțiunea, acceptând în parte susținerea guvernului conform căreia „practica nu poate fi schimbată fără a-i afecta pe toți pasagerii”. În același timp, Curtea a dispus ca reclamantei să îi fie restituite cheltuielile de judecată în sumă de 30.000 de shekeli și a conchis că acțiunea „deja a făcut ca securitatea să fie mai puțin discriminatorie”

### Tratamentul pasagerilor femei
În septembrie 2014 s-a raportat că au fost incidente repetate în care unii pasageri bărbați, evrei ultra-ortodocși, au refuzat să stea lângă pasageri femei, câteodată întârziind astfel decolarea avionului. Ca urmare, o petiție a fost inițiată prin intermediul platformei Change.org pentru a pune presiune pe El Al să renunțe la regula de a le permite pasagerilor ultra-ortodocși să schimbe locurile. Conținutul petiției a fost următorul: „De ce El Al permite ca femeile să fie agresate, hărțuite și intimidate pentru a schimba locurile pe care le-au plătit și care le-au fost alocate de companie? Dreptul unei persoane de a-și manifesta credința religioasă nu trebuie să afecteze drepturile civile ale unei alte persoane.”
Ca urmare a incidentelor, Iris Richman, fondatorul grupului Jewish Voices Together, un grup creat pentru a corecta problemele pluralismului religios în Israel și SUA, i-a încurajat pe pasageri să protesteze împotriva acestui comportament prin intermediul guvernului SUA, invocând dispozițiile legale aplicabile în SUA care interzic discriminarea pasagerilor în transportul aerian. În conformitate cu legea americană, „o companie aeriană americană sau o companie aeriană străină nu trebuie să discrimineze o persoană pe temeiuri de rasă, culoare, origine națională, religie, gen sau descendență”. În noiembrie 2014, într-un articol publicat în Forward, Tova Ross a negat că aceste incidente ar fi acte de discriminare a femeilor.  El Al a declarat că nu va institui o regulă nouă, dar că va încerca să mulțumească pasagerii implicați în asemenea incidente de la caz la caz.
În februarie 2016, Renee Rabinowitz a formulat o acțiune împotriva El Al după ce a fost implicată într-un incident în care un bărbat ultra-ortodox a refuzat să stea pe locul de lângă ea într-un avion care zbura de la Aeroportul Internațional Newark la Tel Aviv, iar stewardesa i-a cerut ei să se mute pe alt loc. Acțiunea a fost admisă.
În 2018, compania a decis să debarce imediat orice pasager care refuză să stea pe locul de lângă o femeie.

### Alte evenimente
În 2013, în mass media a fost publicată o știre conform căreia un avion El Al s-a întors la poarta de îmbarcare pentru a lua o fetiță de 11 ani, bolnavă de cancer, Inbar Chomsky, căreia inițial i se refuzase îmbarcarea pentru că își rătăcise pașaportul. Chiar înainte de decolare, pașaportul a fost găsit în rucsacul altui pasager, iar echipajul a negociat pentru ca avionul să se întoarcă și să ia pasagera care trebuia să ajungă într-o tabără pentru copii cu boli grave. El Al a dat un comunicat de presă în care a arătat că „avioanele nu se întorc decât rareori la poarta de îmbarcare... dar, când pașaportul a fost găsit în avion... s-a luat decizia și avionul s-a întors pentru ca Inbar să se îmbarce.”

## Flota

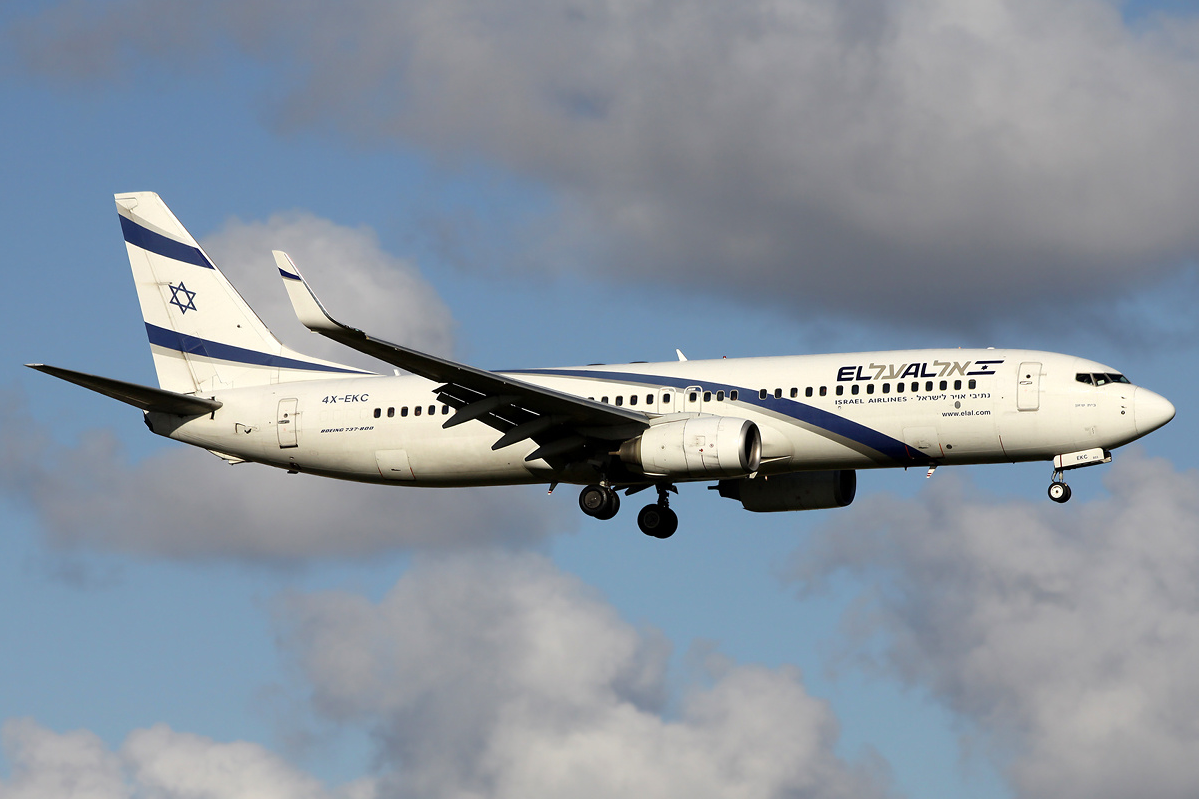
Un avion El Al, Boeing 737-800, la aterizare pe Aeroportul Schiphol în 2012

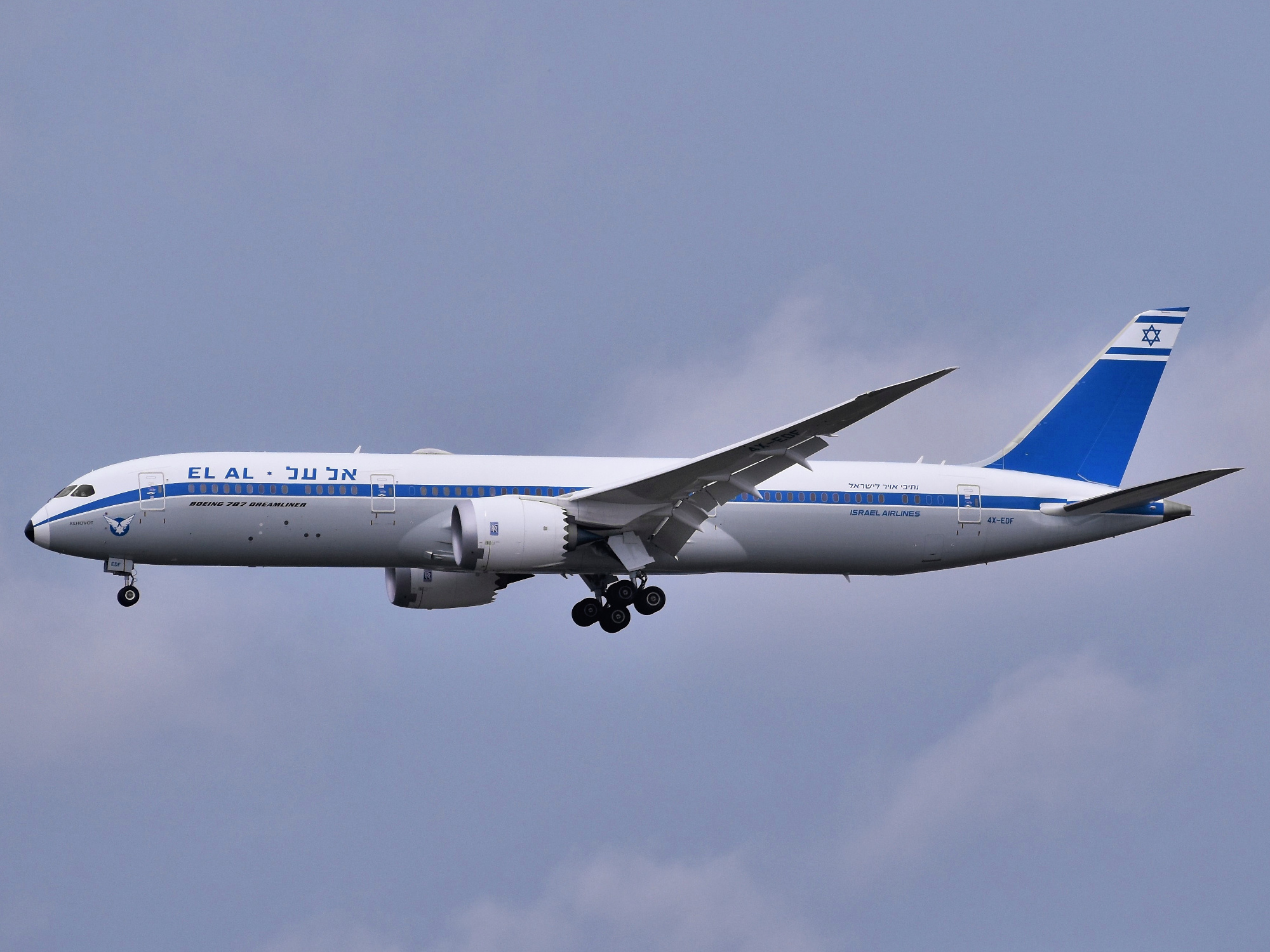
Avionul El Al, Boeing 787-9 Dreamliner, la aterizare pe aeroportul Aeroportul Internațional John F. Kennedy în 2019, cu aspect retro, din 1960

### Flota curentă
În noiembrie 2019, El Al avea o flotă compusă din următoarele tipuri de avioane:
| Boeing 737–800    | 9  | — | —     | 16    | —     | 138   | 154   |                      |  |  |  |
| Boeing 737–800    | 4  | — | —     | —     | —     | 180   | 180   |                      |  |  |  |
| Boeing 737–800    | 2  | — | —     | —     | —     | 189   | 189   | operado por Sun d'Or |  |  |  |
| Boeing 737-900ER  | 8  | — | —     | 16    | —     | 156   | 172   |                      |  |  |  |
| Boeing 777-200ER  | 6  | — | 6     | 35    | 34    | 204   | 279   |                      |  |  |  |
| Boeing 787-8      | —  | 4 | —     | 20    | 35    | 183   | 238   | estimado en 11/2019  |  |  |  |
| Boeing 787-9      | 12 | — | —     | 32    | 28    | 222   | 282   |                      |  |  |  |
| El Al Cargo flota |    |   |       |       |       |       |       |                      |  |  |  |
| Boeing 747-400F   | 1  | — | Cargo | Cargo | Cargo | Cargo | Cargo |                      |  |  |  |
| Total             | 42 | 4 |       |       |       |       |       |                      |  |  |  |

### Flota istorică

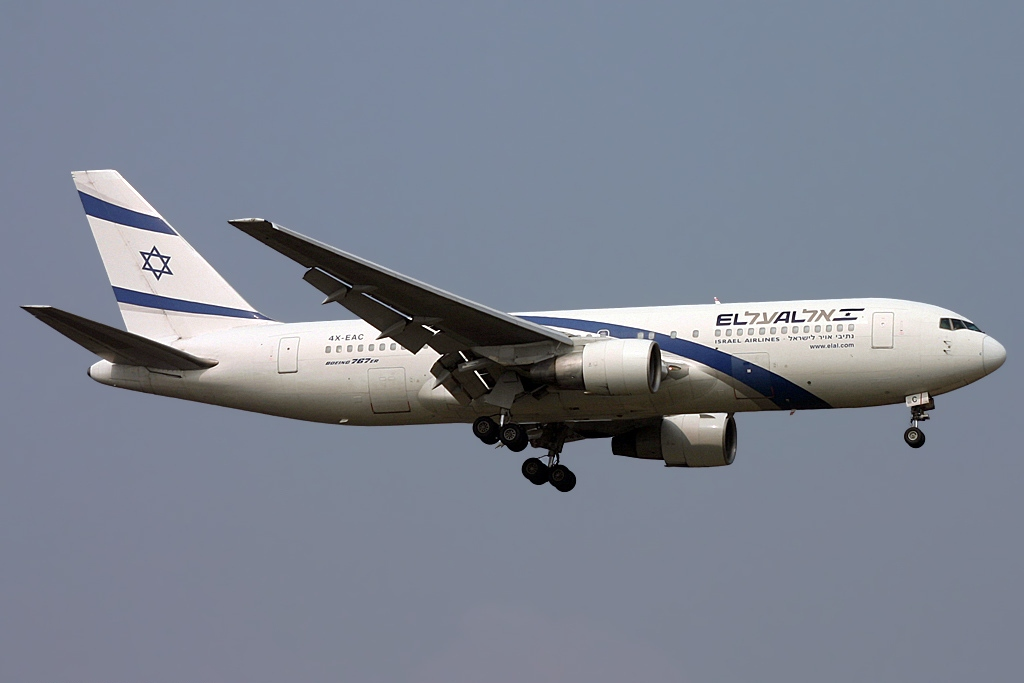
Un avion Boeing 767-200ER care a apaținut El Al. El Al a fost clientul de lansare pentru această variantă a avionului Boeing 767

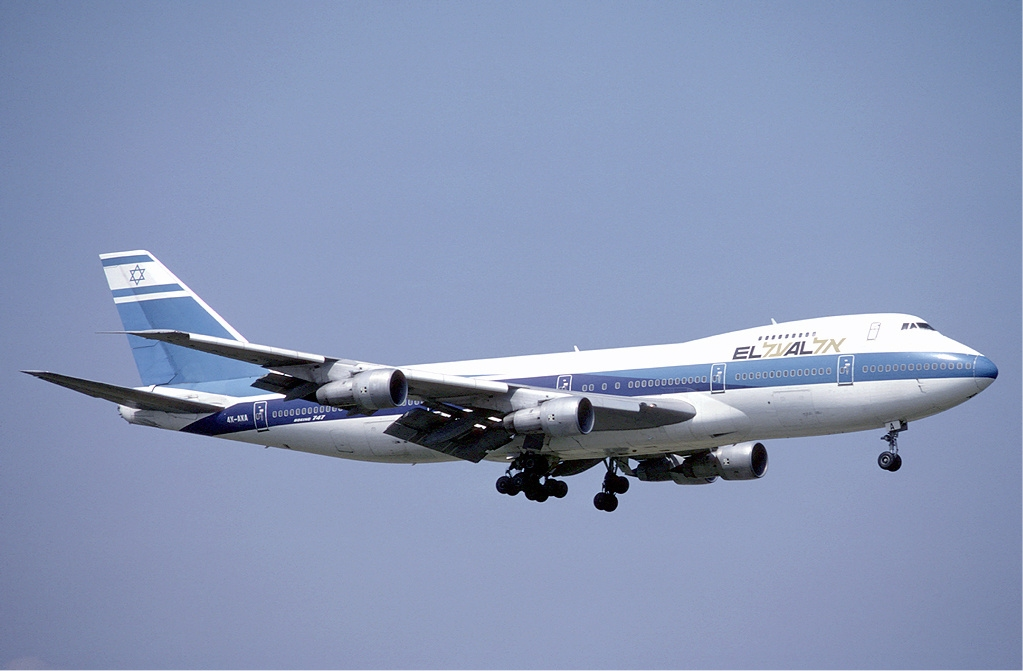
Un avion Boeing 747-200B care a fost al El Al

El Al a utilizat următoarele avioane care, între timp, au fost retrase:
| Tip avion                  | Din      | Retras   |
| -------------------------- | -------- | -------- |
| Boeing 707-300C            | 1965     | 1992     |
| Boeing 720B                | 1962     | 1980     |
| Boeing 737–200             | 1981     | 2000     |
| Boeing 737-700             | 1999     | 2016     |
| Boeing 747–100             | 1977     | 1988     |
| Boeing 747-200B            | 1971     | 2001     |
| Boeing 747-200C            | 1975     | 2006     |
| Boeing 747-200F            | 1979     | 2012     |
| Boeing 747-400             | 1991     | 2019     |
| Boeing 747-400F            | 2010     | 2019     |
| Boeing 757–200             | 1987     | 2012     |
| Boeing 767–200             | 1982     | 2012     |
| Boeing 767-200ER           | 1984     | 2013     |
| Boeing 767-300ER           | 2004     | 2019     |
| Bristol Type 175 Britannia | anii '60 | anii '60 |
| Lockheed Constellation     | 1951     | anii '60 |
| Douglas DC-4               | 1949     | 1967     |
| Curtiss C-46               | anii '40 | anii '50 |
| McDonnell Douglas MD-11    | 1998     | 2000     |

### Schema de vopsire
În schema de vopsire veche, avioanele El Al aveau o dungă turcoaz sau bleumarin pe laterala fuzelajului și stabilizatorul vertical de aceeași culoare, cu steagul Israelului amplasat spre vârf. Logo-ul companiei era deasupra primelor ferestre, pe ambele părți ale avionului, pictat cu turcoaz sau bleumarin.
În noua schemă de vopsire, o dungă albastră cu o margine lată, argintie, sub ea, începe sub fuzelaj, îl traversează de-a curmezișul, pe laterale, pe lângă aripi și dispare deasupra avionului, reapărând la baza stabilizatorului vertical. Logo-ul El Al este o parte a designului, deși a fost schimbat de atunci. 
Cele mai multe avioane au nume date după denumirile orașelor din Israel, ca Ierusalim, Tel Aviv, Bet Shemesh, Nazaret, Haifa și altele. Cu cât avionul este mai mare, cu atât mai populat este orașul după care este denumit. Numele avioanelor sunt înscrise aproape de botul avionului, sub fereastra cabinei piloților.
Un avion Boeing 787-9 Dreamliner a fost vopsit în anul 2018 în schema veche, pe care El Al a utilizat-o în anii '60 și '70, ca parte a aniversării a 70 de ani de existență a companiei. Avionul are partea de jos a fuzelajului vopsită în gri, partea de sus albă cu denumirea companiei, o dungă albastră la mijlocul fuselajului pe părțile laterale și steagul Israelului pe stabilizatorul vertical.
În schema veche de vopsire, avioanele de marfă nu au avut decât cuvântul Cargo, vopsit pe fuzelaj, fără denumirea companiei sau steagul statului. Schema nouă de vopsire are logo-ul El Al. Avioanele cargo au fost și sunt albe.

## Servicii

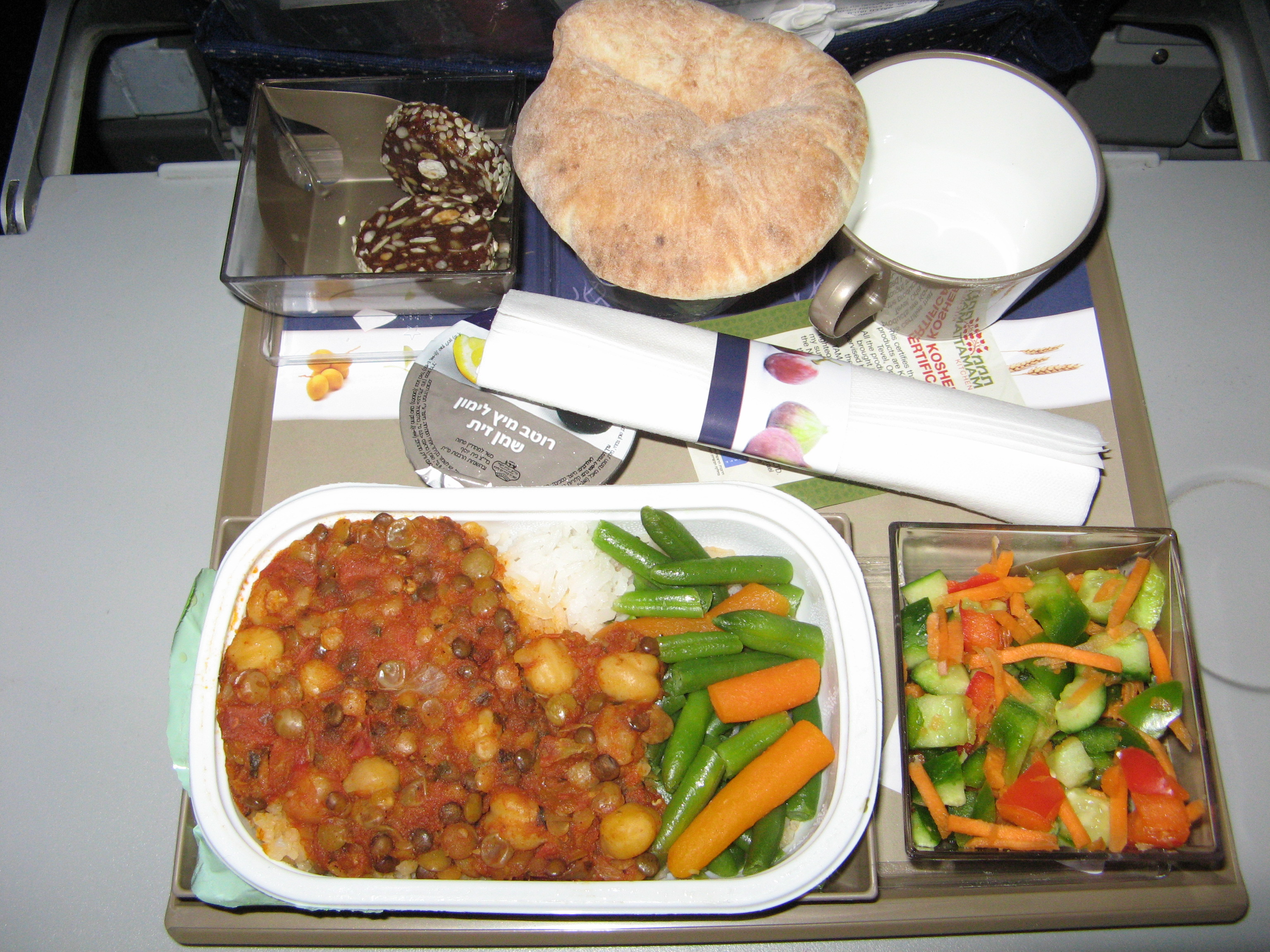
Meniul vegan la clasa economică

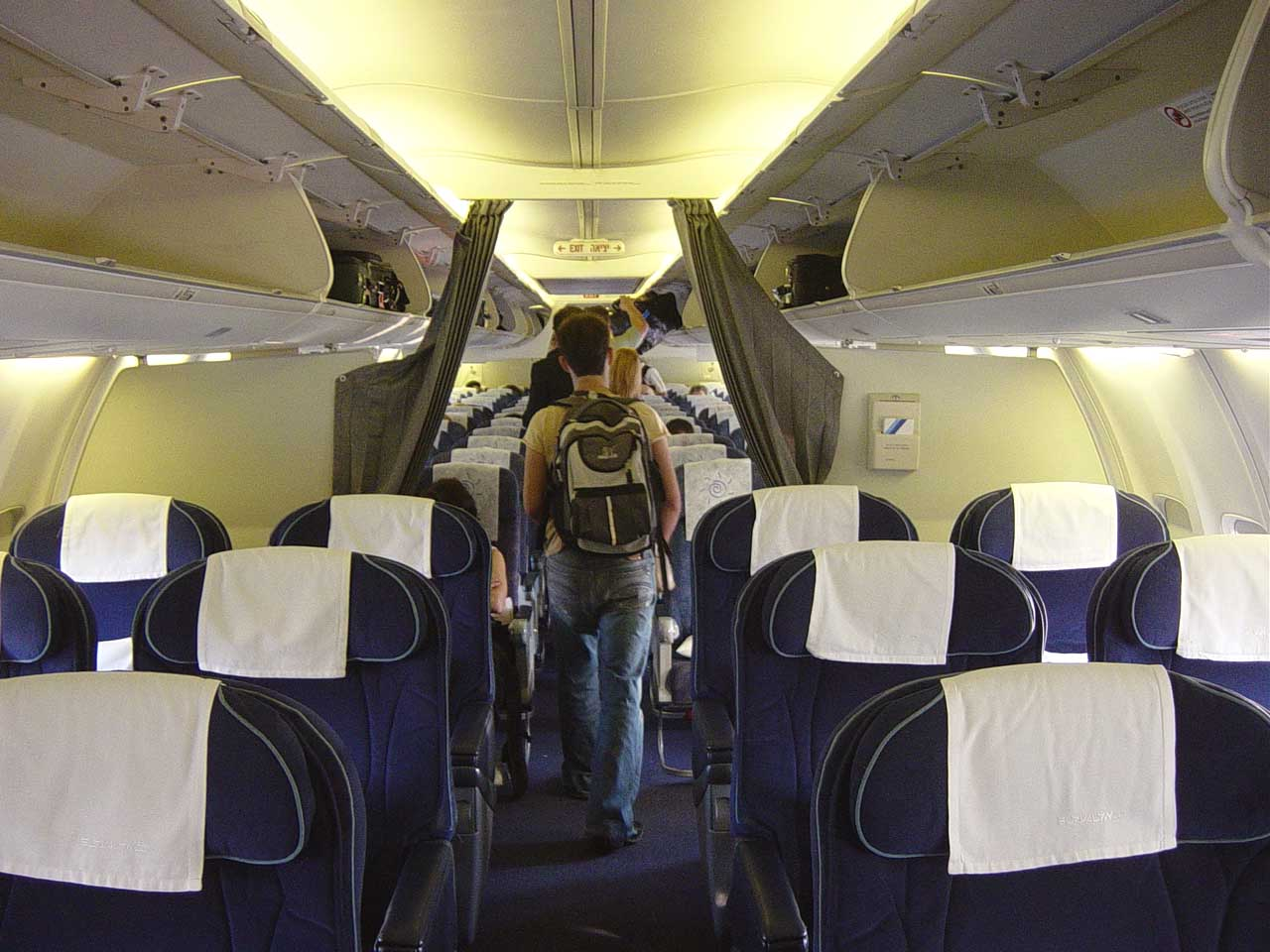
Clasa business în avionul Boeing 737–700

### Programul de fidelitate
În prezent, programul de fidelitate (frequent flyer) al El Al este Matmid. Cardurile roșii King David Club au fost emise în 1991. Programul a fost re-lansat în 2004, ca urmare a fuziunii programelor de fidelitate anterioare. Programul are cinci trepte: Matmid, Matmid Silver, Matmid Gold, Matmid Platinum și Matmid Top Platinum. Punctele acumulate în program pot fi folosite pentru bilete bonus, schimbarea clasei cu una superioară, reduceri la închirierea de mașini, hotel sau alte produse și servicii. Punctele sunt acumulate și în cazul călătoriilor efectuate cu companiile aeriene partenere, ca și pentru plățile efectuate la hotelurile partenere sau plățile cu cardul de credit. Punctele Matmid pot fi colectate pentru cele mai multe călătorii efectuate cu South African Airways, Sun D'Or, Qantas și, în mai puține situații, cu Aeroméxico Punctele sunt acumulate pentru orice tarife (inclusiv promoțiile) și își pierd valabilitatea după trei ani. Pentru înscrierea în programul de fidelitate este necesară efectuarea unei singure plăți.

### Salonul El Al
Numele saloanelor El Al pentru pasagerii de la clasa business este King David Lounge. Sunt șase astfel de saloane în lume în aeroporturi importante pentru companie: Ben Gurion, Aeroportul Internațional John F. Kenedy în New York, Aeroportul Internațional Newark Liberty, Aeroportul Paris-Charles de Gaulle, Aeroportul Heathrow și Aeroportul Internațional Los Angeles. Toate saloanele King David oferă băuturi, gustări, ziare și reviste (israeliene și străine), iar unele oferă și acces la internet gratuit. Salonul din terminalul 3 al Aeroportului Ben Gurion are telefon, duș și spa; are și o secțiune separată pentru pasagerii de la clasa întâi.

### Cabina pasagerilor
El Al oferă patru clase în avioanele sale:
- Clasa întâi - Boeing 747-400 și Boeing 777-200ER. Clasa întâi este configurată 2-2, iar locurile sunt de 79" pe 23".

- Clasa business - toate avioanele (tipul de loc se schimbă în funcție de modelul avionului). Clasa business în modelul Boeing 787 este configurată 1-2-1, în timp ce în 777 și în 747 este configurată 2-3-2, iar în 767 în 2-2-2. Locurile în 747, 767, 777 sunt de 55" pe 19.5". În avioanele Boeing 787, dimensiunile sunt de 78" pe 23", iar în 737, dimensiunile sunt de 44" pe 20.5".

- Clasa economic premium - toate avioanele mari. Are aceeași configurație ca și clasa economică în avioanele Boeing 747, 767, 777, cu dimensiunile locurilor de 36", și este denumită Clasa Economic Plus. În  avionul Boeing 787, dimensiunea locului este de 38" pe 18.5", în configurație 2-3-2, și este denumită Clasa Economic Premium.

- Clasa economic - în toate avioanele. Locurile au dimensiunile 32" (31" în 787) pe 18" (17" în 737 și 787).

### Divertisment la bordul avioanelor
Ecrane personale pentru audio-video sunt montate pe toate avioanele Boeing 777-200ER, Boeing 747-400 și Boeing 787. În avioanele Boeing 767-300ER, Boeing 737-900ER și în unele avioane Boeing 737-800, în care nu sunt montate ecrane personale, se pot viziona materiale video-audio cu ajutorul telefoanelor sau tabletelor prin intermediul unei aplicații El Al.

## Accidente și incidente

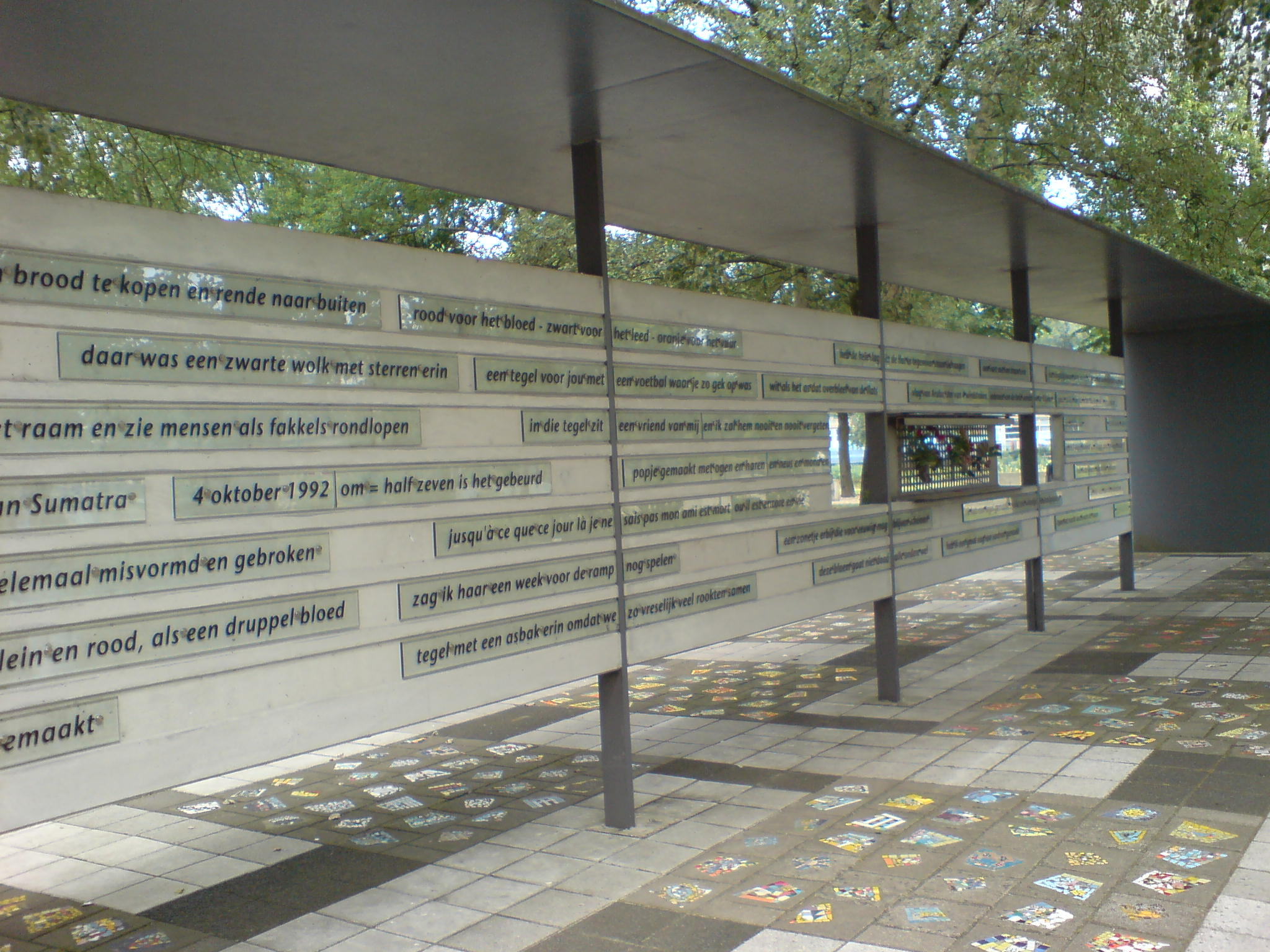
Monument pentru zborul El Al 1862, implicat în dezastrul de la Bijlmer, Amsterdam, la 4 octombrie 1992. Monumentul a fost creat de arhitectul Herman Hertzberger împreună cu supraviețuitorii accidentului

De-a lungul timpului, El Al a fost implicată în incidente și accidente, atât cu privire la avioane, cât și la sediile sale din afara Israelului. Cele mai multe sunt în legătură cu terorismul palestinian, mai ales în perioada 1968-1990, astfel că incidentele sunt separate în două categorii: terorism și non-terorism. În ciuda atacurilor teroriste, El Al nu a pierdut niciun pasager îmbarcat într-un avion al său și niciun avion din 1955.

### Atacuri teroriste
- Pe 23 iulie 1968, zborul El Al 426, efectuat cu un avion Boeing 707-458C, aflat pe drum de la Londra la Tel Aviv, cu escală la Roma, a fost deturnat de trei membri ai Frontului Popular pentru Eliberarea Palestinei, la puțin timp după ce a decolat de pe Aeroportul Fiumicino. Avionul a fost forțat să aterizeze pe Aeroportul Houari Boumediene din Alger. Atacul a luat sfârșit după 40 de zile. Se consideră că a fost singura deturnare reușită împotriva unui avion El Al.
- Pe 18 februarie 1969, zborul El Al 432, de la Amsterdam la Tel Aviv, cu escală la Zürich, efectuat cu un avion Boeing 707-058B, a fost atacat în Aeroportul din Zürich de membri ai Frontului Popular pentru Eliberarea Palestinei în timp ce se deplasa spre pista de decolare. Un copilot israelian a fost împușcat și a murit o lună mai târziu din cauza rănilor, iar alte opt persoane au fost rănite. În schimbul de focuri cu personalul de securitate de la bordul avionului, un terorist a fost ucis. Ceilalți atacatori au fost arestați. Teroriștii au fost judecați de o instanță din Winterthur, Elveția, dar au fost eliberați după ce un avion al Elveției a fost deturnat, în anul următor.[97]
- Pe 6 septembrie 1970, zborul El Al 219, de la Tel Aviv la New York, cu escală în Amsterdam, operat de un Boeing 707-458C, a fost ținta unui atac terorist organizat de sandiniștii Leila Khaled și Patrick Argüello, în colaborare cu Frontul popular pentru Eliberarea Palestinei. Cei doi au încercat să deturneze avionul ca parte a unui plan terorist mai amplu, în care patru avioane trebuia deturnate și forțate să aterizeze la Dawson's Field. Nu au reușit pentru că pilotul și ofișerul de securitate de la bordul avionului i-au împiedicat. Avionul a aterizat pe Aeroportul Heathrow, unde teroriștii au fost predați autorităților britanice. Argüello, care a fost împușcat în timpul atacului, a murit în drum spre spital.[98]
- Pe 16 august 1972, o bombă a explodat în cala avionului (zborul El Al 444), la scurt timp după ce acesta a decolat de pe Aeroportul Internațional Leonardo da Vinci din Roma. Avionul s-a întors și a aterizat în siguranță, astfel că nimeni nu a fost rănit. Bomba fusese ascunsă în bagajele unor britanici de cunoștințe ale acestora de origine arabă.
- Pe 13 ianuarie 1975, câțiva bărbați, printre care și Carlos Șacalul, au încercat să distrugă un avion El Al parcat în Aeroportul Orly din Paris. Teroriștii au încercat din nou pe 17 ianuarie, de asemenea fără să reușească.[99][100]
- Pe 27 decembrie 1985, după câteva încercări nereușite de a ataca avioane El Al, gherilele Fatah au atacat agențiile El Al și TWA din Aeroportul Fiumicino și din Aeroportul din Viena. Au fost uciși 18 oameni.[26]
- Un atac terorist a fost împiedicat pe 18 aprilie 1986, în ceea ce urma a fi cunoscută sub numele Scandalul Hindawi. O femeie însărcinată, de naționalitate irlandeză, pe nume Anne-Marie Murphy, era pe cale să se îmbarce la bordul unui avion care trebuia să decoleze de pe Aeroportul Hethrow, când în geanta ei a fost găsit un kilogram și jumătate de explozibil. Expozibilul fusese plantat de logodnicul ei, Nezar Hindawi, care avea rezervare la un alt zbor. Hindawi a fost condamnat la 45 de ani de închisoare, cea mai grea pedeapsă (în afară de detențiunea pe viață) dată de o instanță britanică.[101] Au fost probe că autoritățile siriene au fost implicate, astfel că Marea Britanie a întrerupt relațiile diplomatice cu Siria.[102]
- Pe 4 iulie 2002, Hesham Mohamed Hadayet a împușcat șase persoane (două au murit) la agenția El Al din Aeroportul Los Angeles înainte de a fi împușcat și ucis de un ofițer de securitate al El Al.[103] Deși nu s-a stabilit nicio legătură între atacator și grupările teroriste cunoscute, Hadayet, de origine egipteană, a manifestat opinii anti-israeliene și și-a exprimat dezacordul cu politica SUA în Orientul Mijlociu.[104] FBI a calificat atacul ca fiind terorist, unul dintre puținele care mai avuseseră loc pe teritoriul SUA de la atacurile din 11 septembrie.
- Pe 17 noiembrie 2002, zborul El Al 581, efectuat de un avion Boeing 767-258(ER), de la Tel Aviv la Istanbul, a fost scena unei încercări de deturnare. Atacatorul a fost Tawfiq Fukra, un israelian de origine arabă, înarmat cu un cuțit. Fukra a încercat să pătrundă în cabina piloților pentru a-i forța să se întoarcă în Israel și să se prăbușească peste o clădire. A fost imobilizat de personalul de securitate de la bord.[105][106][107]

### Accidente și incidente care nu au legătură cu terorismul
- Pe 24 noiembrie 1951, un avion Douglas DC-4, care efectua un zbor cargo de la Tel Aviv la Amsterdam, cu escală la Zürich, s-a prăbușit în apropiere de Zürich. Cei șase membri ai echipajului au murit.[108]
- Pe 27 iulie 1955, avionul Lockheed Constellation, zborul El Al 402, a fost doborât de avioanele de vânătoare bulgare în apropiere de Sofia, după ce a pătruns neautorizat în spațiul aerian al Bulgariei din cauza vremii nefavorabile. Toți cei 58 de pasageri și membri ai echipajului au murit.[109][110][111]
- Pe 4 octombrie 1992, avionul Boeing 747-258F (zborul El Al 1862), care efectua un zbor cargo de la New York la Tel Aviv cu escală în Amsterdam, s-a prăbușit peste două blocuri din cartierul Bijlmermeer din Amsterdam, la scurt timp după ce a decolat și în timp ce încerca să se întoarcă pe Aeroportul din Amsterdam. Prăbușirea avionului a fost cauzată de defecțiunile structurale ale știfturilor de siguranță de la motorul 3, care au dus la desprinderea motorului de corpul avionului. Motorul 3 a lovit motorul 4 în cădere, iar avionul s-a răsucit spre dreapta. Cei trei membri ai echipajului, un pasager din avion și 38 de persoane de la sol au murit.[112]

## Angajați ai El Al

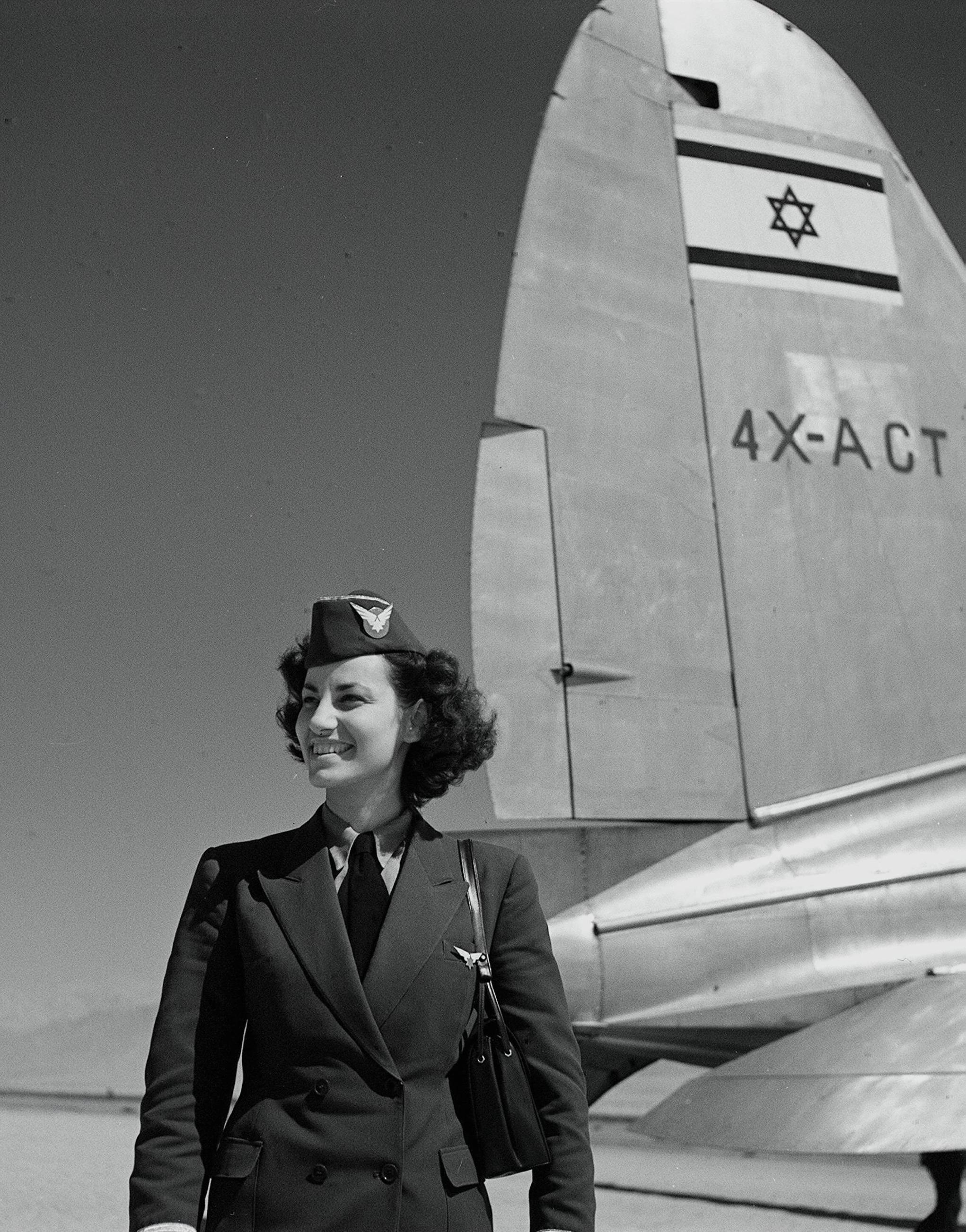
Însoțitoare de zbor El Al în 1950

### Management
- Mordechai Hod - Comandantul Forțelor Aeriene Israeliene în timpul Războiului de șase zile din 1967, CEO al El Al în perioada 1977-1979
- Eliezer Shkedi - Fost comandant al Forțelor Aeriene Israeliene, CEO al El Al în perioada 2010-2014

### Piloți
- Pinchas Ben-Porat – Membru al Palmach. Unul dintre primii aviatori din Israel.
- Giora Epstein – Pilot în cadrul Forțelor Aeriene Israeliene
- Eliezer Cohen – politician
- Yoav Kish – politician
- Abie Nathan – activist pentru pace

### Însoțitori de zbor
- Gali Atari – Cântăreață și actriță, a câștigat concursul Eurovision în 1979
- Janna Gur – editor și autor de cărți de bucate
- Miki Haimovich – prezentator de televiziune
- Adir Miller – actor și scenarist
- Sara Netanyahu – soția prim-ministrului Benjamin Netanyahu
- Alma Zack – actriță